# Val Vestino
(John Ball, Alpine Guide, 1866)
La Val Vestino o Valle di Vestino oppure Valvestino ma anche Valle Vestina nei documenti più antichi o nella letteratura del XVIII-XIX secolo, è una valle della provincia di Brescia posta tra il lago di Garda e quello d'Idro.

## Geografia
La Valle ha una superficie di 51,30 km² ed è divisa amministrativamente in due comuni: Valvestino e Magasa. Attraversata dal torrente Toscolano, che alimenta il lago di Valvestino e si getta poi nel lago di Garda a Toscolano, la Val Vestino è interamente montuosa e la vetta più alta è monte Caplone di 1.976 metri.

## Origine del nome
Sull'origine del toponimo Val Vestino esistono varie ipotesi interpretative e secondo il geografo trentino Ottone Brentari la Val Vestino prenderebbe il nome dai monti Vesta e Stino che la chiudono nella parte sud occidentale, mentre per lo storico bresciano monsignor Paolo Guerrini, concordando con Claudio Fossati di Maderno, la vuole da Vest: luogo scosceso e boscoso o dal valtellinese Vestagg, sentiero scosceso atto a trascinare il legname. Altri ricercatori invece sostengono che sia collegato alla popolazione degli Stoni, antichi abitatori della zona, o dalla derivazione da Ve, ossia da quei prati posti di fronte a nord al Molino di Bollone fino alla chiesetta di San Rocco a Moerna e Stino, il monte che sovrasta l'abitato di Moerna e in linea diretta con Ve.
Secondo la linguista Claudia Marcato, il toponimo sarebbe un composto di valle più Vestino, nome locale confrontabile con l'oronimo Vesta, il poleonimo Vestone e altri toponimi lombardi simili, "che sono da ritenere di origine incerta" e richiamano alcuni nomi personali come Vestus, Vestius, Vestonius (e Vestino anche l'etnico Vestini, popolo italico del centro della penisola). Sono in effetti attestati i nomi personali di origine celtica Vistus, Vistalus, Vestonius, Vessonius.
Un'ultima ipotesi di Natale Bottazzi, asserisce che l'origine del nome Vestino è ascrivibile alla voce latina “vastus” che significa luogo desolato. Sembra che non vi sia nessuna assonanza con l'antico popolo dei Vestini stanziati nell'Abruzzo e sottomessi dai Romani nell'89 a.C., anche se alcune analogie sono sorprendenti, tra queste il culto per la dea Vesta, il richiamo al nome del dio umbro Vestico, il "dio-libagione", e l'origine dell'etnonimo che secondo alcuni sarebbe formato dalle voci celtiche "Ves" che significa fiume o acqua e da "Tin" che significa paese indicando in tal modo un "paese delle acque", visto che il territorio abruzzese dell'area Vestina è particolarmente ricco di corsi d'acqua e sorgenti, come lo è anche la Val Vestino. Curiosa rimane anche la somiglianza con il toponimo della Valle del Vestina sita in Toscana nel comune di Monte San Savino o del comune veronese di Vestenanova.

## Storia

### Primi abitatori
Reperti archeologici rinvenuti nel 1970 in una grotta a Droane, sul Dosso delle Saette del monte Tombea e precedentemente nel 1950 circa sul monte Manos e a Cima Ingorello testimoniano la presenza di stazioni preistoriche di transito attribuibili all'età del rame bronzo antico. Tali rinvenimenti confermerebbero che sia Capovalle che la Val Vestino ebbero dalle epoche più remote funzione naturale d'incrocio delle vie montane fra la Valle Sabbia, la Riviera del lago di Garda, il Trentino, collegando fra loro le isole palafitticole gardesane con quella di Molina di Ledro per i passi di Cablone, Bocca Campei e monte Tremalzo.
La stazione preistorica del Dosso delle Saette si trova in posizione panoramica sul sentiero che da Cima Rest porta al monte Tombea. Venne scoperta dai ricercatori A. Crescini e C. de Carli nella primavera del 1970; essi rinvennero in superficie alcuni manufaffi silicei che indicano l'esistenza di un accampamento certamente breve e a carattere stagionale. In seguito ad alcune ricerche superficiali condotte negli anni seguenti dal Museo Civico di Storia Naturale di Brescia, la collezione si arricchì notevolmente. L'industria sino ad ora raccolta consta di 55 manufatti di cui 5 strumenti: tra questi ultimi si nota la presenza di una punta foliata a peduncolo e spalle di freccia e di due elementi di falcetto di cui uno integro. Data la presenza di questi strumenti l'industria fu attribuita ad una Età del bronzo non meglio identificata a causa della mancanza di fittili caratteristici. L'industria sembra comunque rivestire un certo interesse storico data l'altitudine e l'ubicazione della stazione (quota 1750 metri); sino ad ora reperti preistorici più vicini erano stati rinvenuti sul versante ovest del monte Manos (1517 m) e lungo la mulattiera che conduce a Cima Ingorello (1250 m).
Gli storici ritengono che la Val Vestino e le zone limitrofe della Val Sabbia e del Trentino sud occidentale furono abitate attorno al 1500 a.C. dagli Stoni, una popolazione appartenente alla stirpe degli Euganei come asseriva lo storico latino Plinio il Vecchio, assieme ai Trumpilini e ai Camunni. Gli Stoni avrebbero avuto la loro sede principale secondo alcuni a Vestone o a Idro, mentre per altri a Storo o a Stenico e la loro presenza sarebbe comprovata anche dai toponimi di monte Vesta, valle di Vesta, prati di Vesta e Stino.
Nel 1800 furono rinvenute tombe etrusche ad Armo, ma i reperti furono dispersi. Sempre in quel tempo la Valle del Chiese era invece abitata nella parte inferiore dai Sabini mentre quella superiore dagli Edrani del lago d'Idro e poco a nord est nella Valle di Ledro risiedevano gli Alutrensi.
Verso il 500 a.C. i Galli Cenomani, insediati stabilmente nell'attuale bassa Lombardia orientale e nel basso Veneto occidentale, ossia nel territorio compreso da ovest a est tra il fiume Adda e l'Adige e da nord a sud dalla Valtellina a Cremona, risalirono alla conquista delle valli alpine combattendo contro le popolazioni indigene. A loro, nelle nostre zone, si opposero fieramente gli Stoni. I Galli Cenomani ebbero il merito di aver dato un notevole sviluppo all'agricoltura e specialmente all'allevamento bovino, sembra che ad essi sia dovuta l'introduzione e la diffusione dei bovini a razza bigia. I toponimi terminanti in one come Bollone, Persone, Cablone, monte Caplone sono di origine cenomana così come quelli di Magasa e Cadria. Ne deve essere seguita una convivenza inizialmente difficile, che portò lentamente a una popolazione abbastanza omogenea che i Romani chiamarono Reti. Costoro erano un insieme di popolazioni che abitavano, come sostiene Plinio il Vecchio, le terre tra il lago Maggiore e il fiume Piave, tra il lago di Costanza e la bassa valle del fiume Inn. I Reti fondarono la cultura di Fritzens-Sanzeno.

### L'ascia preistorica di monte Denai
Un'ascia in bronzo ad alette terminali di tipo Povo, databile alla prima età del Ferro, IX-V secolo a.C., rinvenuta casualmente in una località del Denai in comune di Magasa nel 2017 e ora conservata presso il Museo archeologico della Valle Sabbia di Gavardo, testimonia l'antica frequentazione di queste montagne di popolazioni preistoriche appartenenti alle culture di Luco-Meluno e Breno-Dos dell'Arca, che le fonti storiche attribuiscono alla stirpe retica o euganea. I popoli principali di questo gruppo saranno i Camunni o Camuni della Val Camonica, i Trumplini della Val Trompia e gli Stoeni o Stoni. Quest'ultimi sembra dominassero il Trentino sud occidentale compreso tra il lago d'Idro, la Valle Sabbia, la Val Vestino, le valli delle Giudicarie, il basso Sarca e la parte nord del monte Baldo.
L’età del Ferro, che soppiantò l'età del Bronzo, conobbe grandi innovazioni tecnologiche e sociali, e corrisponde al periodo in cui l’Italia settentrionale entrò in contatto con civiltà più sviluppate, come gli Etruschi prima e Roma dopo. Per questo motivo è detta anche protostoria. 
Secondi i ricercatori dossi e rilievi mantenevano in quei tempi una funzione di controllo del territorio, mentre il rinvenimento di oggetti sporadici provenienti dalle valli montane dell'entroterra attestano la continuazione degli interessi economici riguardanti le alte terre del lago di Garda con quelle di pianura e le valli del Trentino. "Sui rilievi del Garda occidentale, alcuni siti continuano, in quel periodo, ad avere una vocazione insediativa come il Colle San Martino di Gavardo e Castelpena in comune di Roè Volciano, fuse entrambi anche con valenze rituali così come i siti di Monte Covolo di Villanuova sul Clisi e della Rocca di Manerba". Il manufatto è stato fotografato ed è in corso di inventariazione nonché di analisi metallografica.

### La romanizzazione

Peso in bronzo di stadera romana raffigurante una testa femminile rinvenuto in una grotta a Magasa nel 1960 ca. e risalente al III secolo d.C.

Sesterzio romano con l'effigie dell'imperatore Massimino Trace rinvenuta a Valvestino nel 1969 ca.

È difficile la ricostruzione storica della romanizzazione della Val Vestino a causa della mancanza di documenti coevi come epigrafi, reperti archeologici o sepolture. Di certo la conquista della Gallia Cisalpina da parte dei Romani cominciò fra il 225 e il 222 a.C., e vide costoro alleati con i Galli Cenomani e i Veneti contro i Galli Boi e Insubri. La campagna fu interrotta successivamente dalle guerre puniche scatenate contro Cartagine per il dominio dell'area mediterranea e riprese attorno al 200 a.C.
Le uniche notizie sono reperibili dalla storiografia romana e riconducibili all'attestazione dei Fasti Trionfali del 117 a.C. e l'Epitome della Storia di Roma di Tito Livio, nel 118 a.C. quando il console Quinto Marcio Re trionfò sui Liguri Stoni durante la conquista della Gallia Cisalpina. Secondo lo storico latino Paolo Orosio il combattimento fu molto aspro da entrambe le parti e gli Stoni, circondati, pur di non cadere prigionieri del nemico, uccisero prima donne e bambini poi diedero fuoco alle loro case e si suicidarono con le proprie armi o lanciandosi nel fuoco. Gli Stoni, che probabilmente si erano ribellati all'alleanza romana o avevano condotto razzie nei territori soggetti a Roma, furono una delle prime tribù alpine contro le quali furono volte le armi degli invasori. Per quanto riguarda l'espansione romana nelle Alpi, nello stesso anno la Gallia Narbonense veniva sottomessa all'Urbe e lo stesso Quinto Marcio Re fondò e diede il nome a Narbo Martius, l'attuale Narbona, la prima colonia romana al di fuori dell'Italia; tre anni dopo, nel 115 a.C., il console Marco Emilio Scauro trionfò sulle Alpi orientali contro i Carni e i Taurisci mentre nel 113 a.C. il console Gneo Papirio Carbone fu sconfitto nella battaglia di Noreia dai Cimbri.
Nell'89 a.C. il console Gneo Pompeo Strabone, con la "Lex Pompeia de Transpadanis", concesse ai popoli "Transpadani", ossia posti a nord del fiume Po, e quindi anche a Brescia, il diritto di colonia romana. Nel 49 a.C., Giulio Cesare concesse ai "Transpadani" con la "Lex Roscia", proposta del pretore Lucio Roscio Fabato, la cittadinanza romana e a Brescia il diritto di Municipio con l'iscrizione alla tribù dei Fabii (o tribù Fabia). Con l'imperatore Augusto, tra il 27 e l'8 a.C., Brescia ricevette l'ordinamento di colonia con il titolo ufficiale di Colonia Civica Augusta Brixia e fu inserita, nella X Regio (Venetia et Histria).
Se la città di Brixia era saldamente in mano romana, parte delle vallate alpine poste a nord di essa invece si dimostrarono riottose alla colonizzazione, tanto che nel 16 a.C. il proconsole dell'Illirico Publio Silio Nerva condusse una vasta operazione militare nelle valli comprese tra Como e il Lago di Garda contro i Venosti stanziati nella Val Venosta, i Triumpilini e i Camuni, che avevano fatta causa comune con gli Uberi e con i Leponzi, conquistando l'attuale Valcamonica.

Laterale di un peso di stadera romano rinvenuto a Magasa

La Val Vestino divenne sicuro dominio di Roma, l'anno successivo, nel 15 a.C., allorché i figliastri di Augusto, Tiberio e Druso maggiore, portarono a compimento la nota guerra retica che vide definitivamente dominate tutte le 46 tribù alpine, tra queste quelle della Val Camonica e Val Trompia, del Trentino occidentale fino alle Alpi. Anche le Giudicarie, la valle del Basso Sarca, il Lomaso e la Valle del Chiese furono attribuite alla tribù dei Fabii del Municipio di Brescia il cui confine verso Trento (tribù Papiria) correva al torrente Finale, ossia verso la val Rendena, e incorporate amministrativamente nella Regio X.
La moderna storiografia sostiene invece che la romanizzazione del Trentino e dell'area prealpina occidentale del lago di Garda fosse avvenuta in maniera non cruenta, ossia per una lenta assimilazione culturale delle popolazioni locali del mondo romano e nel periodo antecedente alla guerra retica del 15 a.C.. Questa ipotesi sarebbe avvalorata dall'iscrizione presente sul Tropaeum Alpium di La Turbie, fatto erigere tra il 7 e il 6 a.C. in onore di Augusto per celebrare la vittoria delle guerre retiche e la conseguente sottomissione delle genti alpine. Esso riporta una lunga iscrizione, integrata da Plinio il Vecchio che menziona i popoli conquistati con "manu militari", tra i quali figurano i Triumpilini e i Camuni ma non gli Stoni, i Sabini della Val Sabbia, i Benacensi della riva bresciana e delle vallate a nord del Benaco, gli Alutrensi della Val di Ledro, i Tridentini, probabilmente poiché costoro erano già da tempo in rapporti pacifici con Roma. Di sicuro la romanizzazione del territorio si completò entro il I secolo d.C. con una probabile cittadinanza romana ancor prima del 46 d.C., anno in cui fu concessa dall'imperatore Claudio agli abitanti della Val di Non e Sole degli Anauni, Sinduni e Tulliassi situati molto più a nord della Valle e posti nella condizione giuridica intermedia di peregrini.
Nulla si sa con certezza a quale pago, ossia una vasta circoscrizione amministrativa, giuridica e religiosa rurale, fu assegnata la Valle. Il pago era retto da magistrati locali e il suo "consilium" era presieduto dal "magister pagi", con facoltà di legiferare, che veniva eletto da un "consilium"; il centro del pago dipendeva a sua volta da un capoluogo o "Municipium". Dopo la caduta dell'Impero romano d'Occidente le antiche amministrazioni civili romane furono sostituite da quelle religiose, così il "municipium" si tramutò in diocesi, il pagus in pieve e il "vicus" in parrocchia. La Valle visto che per secoli fece parte della pieve di Tignale (prime notizie dal XII al XVIII secolo), indusse gli storici a ipotizzare che le vicinie valvestinesi appartenessero a questo capoluogo ma non è pure da escludere un'ascrizione a quello ben più distante di Vobarno, visto che la curia di questa comunità vantava dei diritti in Valle fino al XIII secolo.
Della presenza romana rimane il ritrovamento nel 1885 in località Capetèl a Magasa delle tombe con arredo di lucerne funerarie e monete; il toponimo di Rocca Pagana e un peso di stadera romano del III secolo d.C. rinvenuto sempre a Magasa nella Grotta dei Mandèi attorno al 1968 e oggi conservato presso il Museo romano di Brescia, la scoperta testimonia che la località fu luogo adibito a abitazione o a culto; un sesterzio romano dell'imperatore Massimino Trace coniato nel 236 trovato casualmente nel 1969 sotto una zolla d'erba presso l'entrata della Pieve di San Giovanni Battista di Turano di Valvestino; e infine il ricordo della torre di Turano i cui ruderi furono adoperati nel 1240 da Bonifacino da Bollone per edificare nello stesso luogo un castello.

### Goti e Bizantini
Dopo la caduta dell'Impero romano d'Occidente e l'instaurazione del Regno ostrogoto di Teodorico il Grande, tra il 535 e il 553 si scatenò in Italia un lungo devastante conflitto che contrappose l'Impero bizantino agli Ostrogoti nella contesa di parte dei territori che fino al secolo precedente erano parte dell'Impero romano d'Occidente. Anche la Valle, a quanto sembra, non restò immune a questi eventi, in quanto indagini archeologiche condotte sul monte Castello di Gaino nel territorio di Toscolano Maderno, hanno portato alla luce un insediamento militare bizantino riconducibile a quel periodo o all'immediatezza dell'invasione longobarda che per i ricercatori rappresenta un punto strategico di controllo dei passi che dalla Valle Sabbia e Val di Ledro tramite la Val Vestino conducono verso il lago di Garda. Altri insediamenti fortificati del territorio riconducibili ad epoca tardoromana o altomedievale sono quelli del Castello di Zumiè e del Castello di Vico a Capovalle e del Castello-Rocca Pagana di Magasa ove sono state rilevate "strutture murarie con materiali ceramici".

### I Longobardi
Nel 568 i Longobardi, un popolo di stirpe germanica, guidati da re Alboino, seguiti da Sassoni, Gepidi, Svevi, Bulgari, Sarmati e parte della popolazione romana della Pannonia, un'orda stimata dagli storici di circa duecentomila persone fra uomini e donne, abbandonarono la Pannonia nella quale erano stanziati e si diressero alla volta dell'Italia. Approfittando della debole situazione politica della penisola e attirati dalle terre fertili e dal clima mite, passarono così le Alpi nel Friuli attraverso la valle dell'Isonzo combattendo contro i Bizantini. In breve conquistarono la maggior parte del territorio italiano e il Regno Longobardo, la cui capitale fu posta a Pavia, fu suddiviso il 36 ducati. Ogni ducato era diviso in contee (o gastaldie) e in circoscrizioni minori dette "plebes" (pievi).
La Valle inizialmente fu incorporata nel ducato di Brescia e nella circoscrizione territoriale della "Judicaria" con l'alta Valle del Chiese e del Sarca. La "Judicaria" o "Giudicarie" oppure "Giudiciarie" erano chiamate, in epoca longobarda certe circoscrizioni territoriali che ricalcavano, nei confini, un preesistente ordinamento militare romano, dal che sembra lecito pensare ad un sistema di Giudicarie poste ai limiti settentrionali del Regno dei Longobardi. Tale amministrazione persisteva ancora nel 927, due secoli dopo la caduta del Regno Longobardo, sotto il dominio di re Berengario del Friuli, infatti il territorio faceva parte della "Judicaria Summa Laganensis" che si estendeva sul Trentino meridionale dalla Valle del Chiese alla Val di Ledro, Riva del Garda e a Tignale nell'Alto Garda Bresciano. La Judicaria Summa Laganensis si ridusse territorialmente nel 1349 quando, il 29 novembre, il vescovo di Trento Giovanni III cedette a Mastino II della Scala, per 4000 fiorini d'oro, "li domini di Riva con Tenno, Ledro, Tignale, la valle di Cavedine e Arco".
Secondo le ipotesi avanzate dallo storico Luigi Dalrì, la Val Vestino fu un'antica "centeneria" o "centena", ossia un aggregato di persone armate unite in base ad un vincolo di parentela comandata da uno sculdascio o centenario. Costui oltre ad una funzione militare ricopriva anche un incarico civile in quanto amministrava la giustizia del territorio ad egli affidato. Il capoluogo per Dalrì era presumibilmente Armo voce antico tedesca avente il significato di ala dell'esercito.
Le fonti longobarde rappresentate dallo storico Secondo di Non riportarono che nel 602, Gaidoaldo, duca ribelle di Trento, riuscì a espandere il ducato di Trento verso ovest ai danni del proprio re Agilulfo, occupando l'intera Valsugana fino al Cismon, la valle del Chiese e quella del Sarca e forse anche la stessa Val Vestino, eccetto Riva del Garda, probabilmente entrata a far parte del demanio regio.
La Val Vestino anche se non esiste documentazione di sorta fece sicuramente parte del Ducato di Trento nel 680, quando il duca Alachis nel contesto di lotte intestine per il possesso del regno, ottenne da re Pertarito il beneficio aggiuntivo del ducato di Brescia. Il territorio entrò così nell'area amministrativa trentina per oltre un millennio.

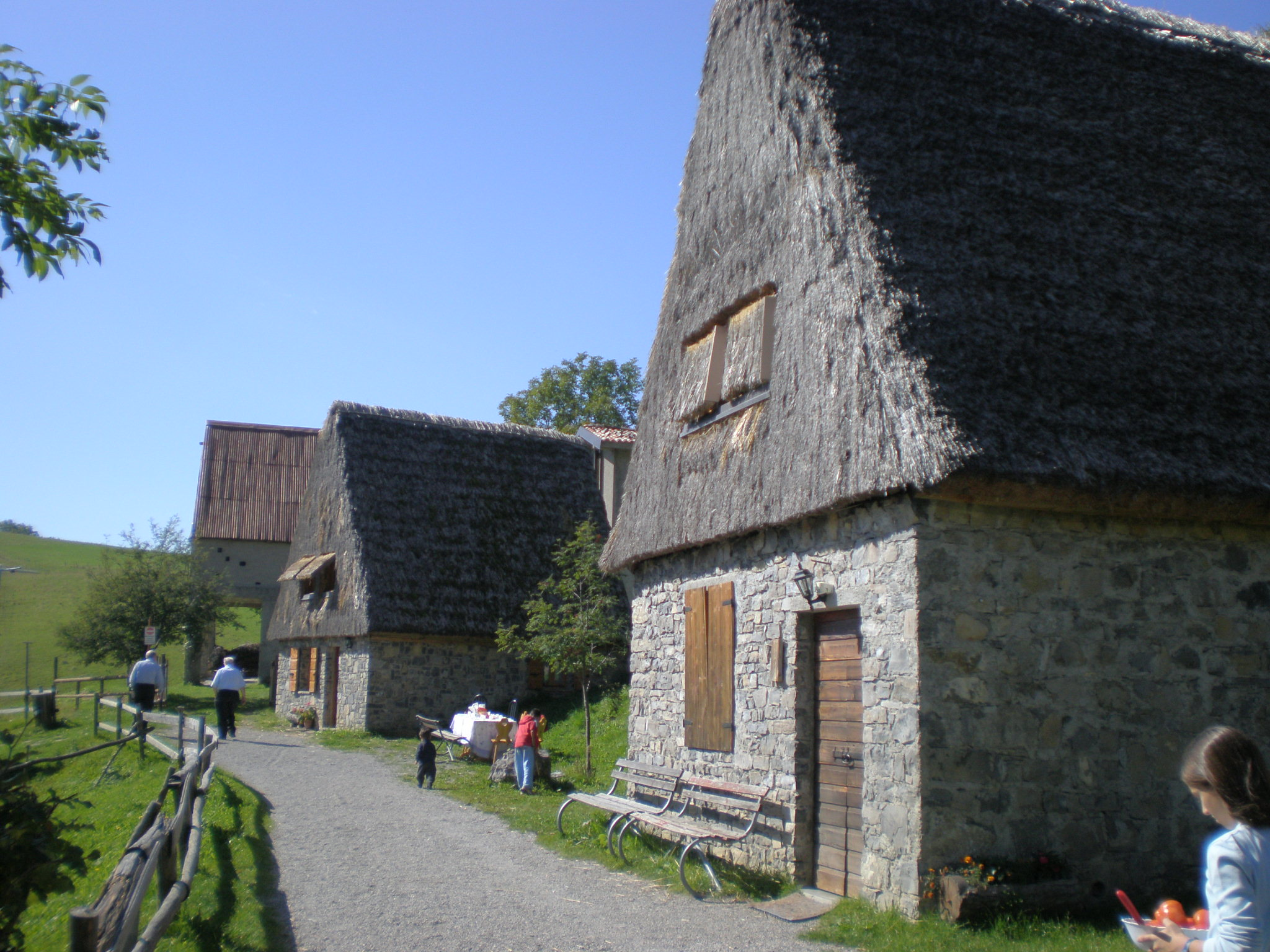
I fienili con la copertura in paglia di frumento a Cima Rest di Magasa

Nel 772 Re Desiderio donò alla figlia Ermengarda, la moglie ripudiata da Carlo re dei Franchi, una porzione di pascolo nelle vicine montagne a nord della Val Vestino al fine di arricchire la figlia e di conseguenza negli anni a venire anche il Convento di Brescia. Il terreno donato era una porzione della cosiddetta Val Lorina, una ampia conca di boschi e pascoli incastrata fra Storo, Bondone, la Val Vestino e la Val di Ledro.
Della dominazione longobarda è rimasta l'etimologia di alcuni nomi di luogo come quello di Fobbia (passo, gola o valico), di monte Carzen anticamente chiamato monte Garda sia nell'"Atlas Tyrolensis" del cartografo tirolese Peter Anich del 1774 sia nelle carte topografiche della Provincia di Brescia del 1826, a Magasa la località Garde, il monte Caplone, chiamato anticamente Guardie, (da warte, luogo di vedetta o guardia o da wald, bosco o selva), di Gas (dal germanico gahagi o gahadium infatti così era chiamato dai Longobardi il terreno a bosco o al altre coltivazioni ad uso esclusivamente collettivo o degli arimanni) e di Degagna (da decania indicando una suddivisione amministrativa). Quando i Longobardi ariani abbracciarono la fede cristiana, San Michele ebbe particolare culto fra questo popolazione che a lui intitolarono castelli e rocche e costruirono in suo onore cappelle e chiese: due gli edifici di culto presenti in Valle, uno a Bollone e una cappella campestre, ora dirupata, a Droane, ove fu rinvenuta nel XIX secolo una piccola croce d'oro di probabile fattura longobarda.
Secondo il noto ricercatore-architetto paesaggista tedesco Alwin Seifert che visitò la Valle nel secondo dopo guerra, si deve ai Goti o ai Longobardi l'introduzione in Val Vestino dello stile di copertura a paglia di frumento dei fabbricati rustici che ancor oggi si possono vedere sull'altopiano di Cima Rest a Magasa. Seifert sostiene che nell'intelaiatura delle travi di legno del tetto non esiste il colmo di arcareccio; difatti, i falsi puntoni spingono con un pesante chiodo di legno contro l'arcareccio il quale appoggia sul muro.

### Il cristianesimo

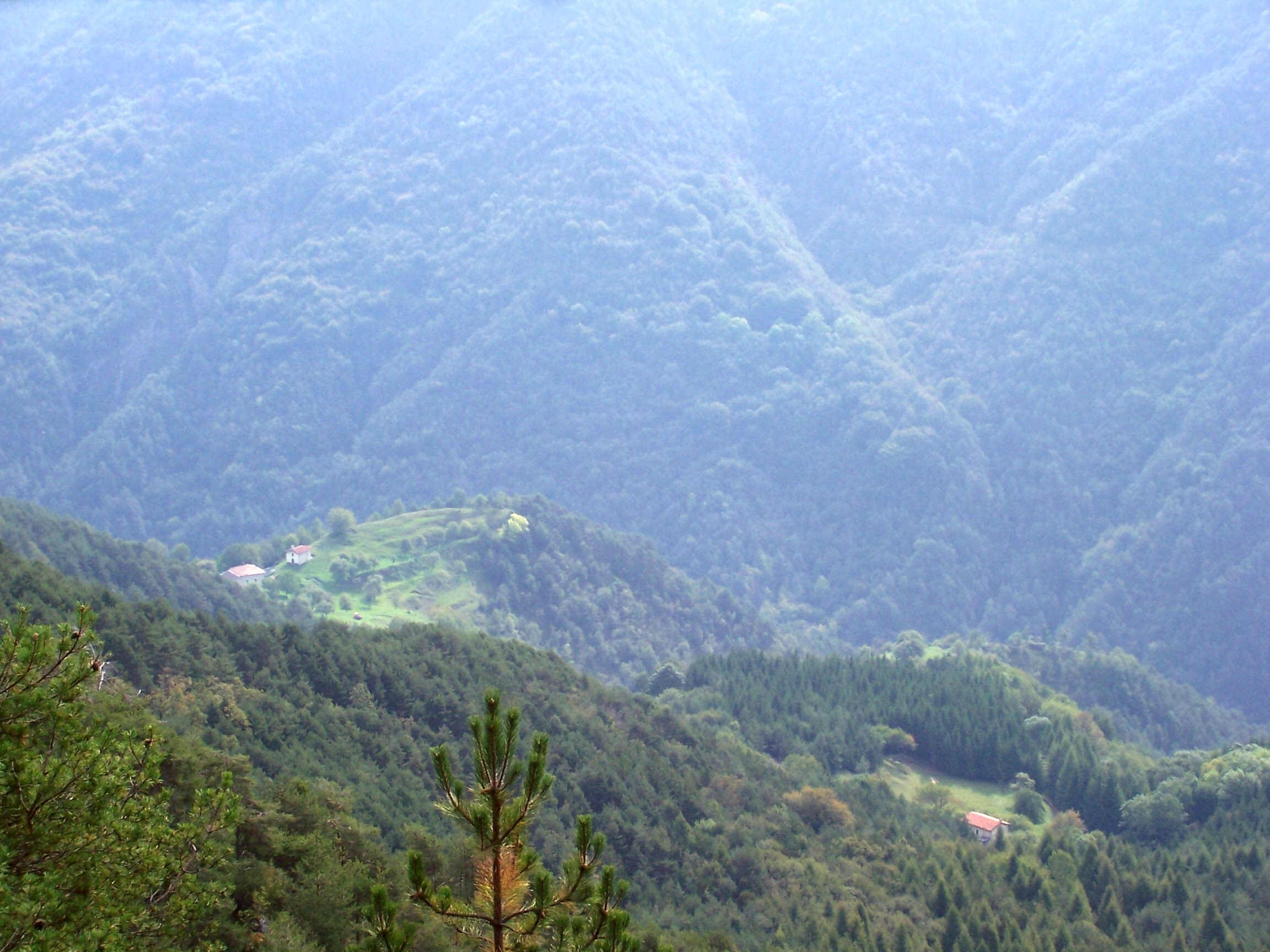
Il villaggio di Droane visto dal monte Camiolo, in lontananza a sinistra la chiesetta di san Vigilio

La tradizione vuole che la Valle sia stata convertita al cristianesimo da San Vigilio, vescovo di Trento e martirizzato a Fisto in Val Rendena nel 400 d.C. circa. Inizialmente la Valle apparteneva alla diocesi di Brescia.
È sicuro che la Val Vestino, come le zone circostanti, abbracciò il culto cristiano con la dominazione dei Longobardi, difatti al loro santo patrono è dedicata la chiesa di San Michele Arcangelo nella valle di Tremosine confinante con Magasa, la chiesa di Droane, distrutta a seguito dell'abbandono del paese a causa della peste, la chiesa di Bollone e il paese di San Michele nella valle di Surro a Gardone Riviera. Per alcuni ricercatori, l'incorporamento di Tignale e la Val Vestino nella diocesi di Trento si riconduce alla fine dell'VIII secolo con la dominazione dei Franchi. Dubbia, verosimilmente, è ritenuta invece la tradizione che vuole che l'imperatore Carlo Magno abbia elargito nel 744 al vescovo di Trento il territorio di Riva del Garda, le Giudicarie (quindi anche la Val Vestino) e la val Rendena anche se il capitolo di Verona mantenne diritti su alcuni villaggi trentini (Bondo, Breguzzo, Bolbeno e Vadagone sono citati in un diploma dell'imperatore Ottone II del 983 come territori del "comitatu tridentino") fino al 1284.
Per quanto riguarda la Valle, il vescovo di Verona Nokterio, nel codicillo del 927 al suo testamento del 921, lasciò tutti i suoi beni ubicati appunto in Judicaria Summa Laganensis, tra i quali "l'ecclesia sanctae Mariae de Turano", ai canonici del Duomo di Verona. Il territorio rimase soggetto all'autorità della chiesa veronese per più secoli, come risulta dalle riconferme dei Ottone II nel 983, di Enrico II nel 1014, di Enrico III nel 1047, di papa Innocenzo II nel 1140, di papa Alessandro III nel 1177 e, l'ultima, del vescovo Bartolomeo della Scala del 1278 quando oramai la Valle apparteneva certamente al Principato vescovile di Trento.
Nel Medioevo, pure la chiesa bresciana, tramite il feudo e la curia di Vobarno, mantenne dei piccoli diritti in Valle, sebbene questa fosse territorio della diocesi di Trento. Al riguardo lo storico volcianese Federico Odorici scrive che tra le varie decime di Vobarno confermate dal vescovo di Brescia Giovanni da Palazzo, il 13 novembre 1200: "...illi de Vestino dant unam subligam et trahunt eam usque ad pontem et ponunt eam in sicum usque ad terminum. Et illi de Ano... alteram et eam trahunt usque ad pontem...".

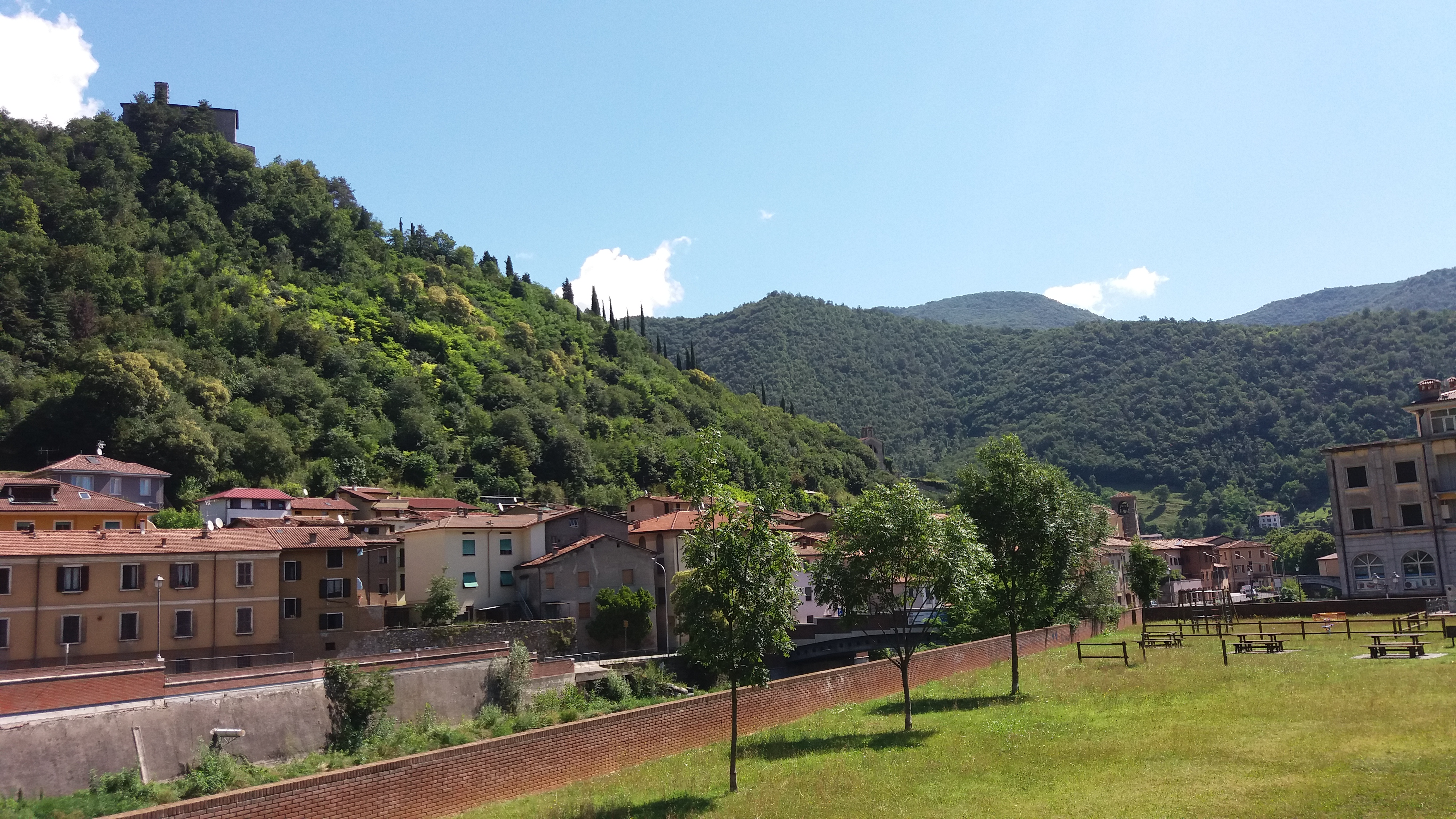
Vobarno: in alto a sinistra la Rocca, in basso a destra il campanile della chiesa di Santa Maria

Il riferimento consiste nell'obbligo dei Valvestinesi di tagliare un tronco, probabilmente di abete rosso, portarlo presso il confine del Comune di Capovalle ove sarebbe stato preso in consegna dai Capovallesi. Questi, a loro volta, lo dovevano trasportare, assieme ad un altro tronco, in prossimità del comune confinante di Idro e così via fino a raggiungere Vobarno, ove sarebbero stati adoperati per la ristrutturazione della pieve di Santa Maria Assunta o del castello. Difatti in quel periodo la Rocca di Vobarno raggiunse la sua massima estensione quando la torre superiore e i casamenti annessi, sulla cima del Cingolo, vennero circondati da una triplice cerchia di mura che scese fino alle rive del fiume Chiese.

### I Franchi e il Regno d'Italia

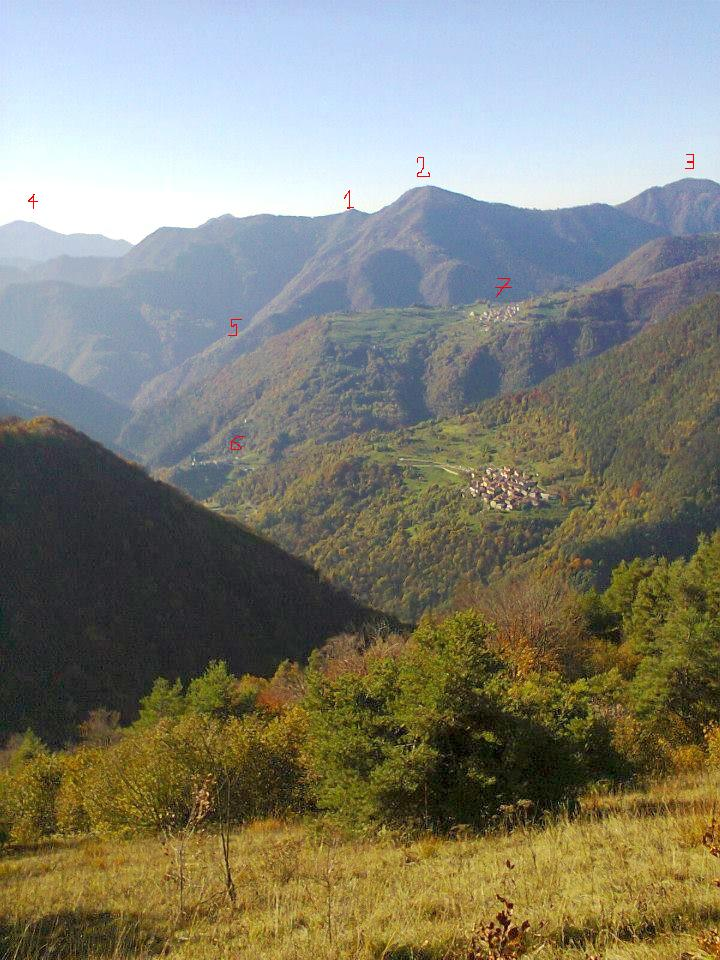
La Val Vestino vista da monte Denai: in primo piano l'abitato di Armo; 1) monte Vesta; 2) monte Carzen; 3) monte Manos; 4) monte Pizzocolo; 5) l'abitato di Bollone; 6) l'abitato di Turano; 7) l'abitato di Moerna.

Nel 774 l'area trentina passò sotto il dominio dei Franchi, che sotto Carlo Magno conquistarono il Regno longobardo, includendolo nel quadro dell'Impero Carolingio. In età carolingia, in virtù della propria posiziona strategica, l'area venne spesso coinvolta nei periodi di turbolenza a causa delle guerre di successione dinastica. Con il trattato di Verdun dell'843 una parte del Trentino-Alto Adige, comprendente la Val d'Adige sino a Merano, venne assegnata al Regno d'Italia governato da Lotario I, mentre le altre valli, che rimasero spesso oggetto di contesa per il controllo dei passi alpini, andarono al Regno dei Franchi Orientali dove regnava Ludovico II il Germanico. A lungo andare, questa divisione portò alla progressiva germanizzazione dell'area altoatesina, mentre quella trentina riuscì nei secoli a mantenere il suo carattere di territorio profondamente latinizzato. Con il regno di Berengario I, la marca di Trento entrò nell'orbita della più potente marca di Verona.
Sceso in Italia a seguito della chiamata della regina Adelaide, il 10 ottobre 951 Ottone I di Sassonia assunse a Pavia il titolo di rex Francorum et Italicorum e l'anno successivo assegnò la marca di Verona al fratello, il duca di Baviera Enrico. A causa delle ripetute ribellioni di Enrico, l'imperatore Ottone II assegnò la marca di Verona al duca di Carinzia Ottone di Worms, che scorporò la marca di Trento da quella di Verona

### Nel comitato trentino e la contea del Tirolo
Nel 1004 il Trentino fu eretto a Comitato (Contea) del Sacro Romano Impero dall'imperatore Enrico II il Santo e, nel 1027, l'imperatore Corrado II il Salico donò la contea di Trento al vescovo Udalrico II (1022-1055) e ai suoi successori e otto anni dopo, nel 1035, fece lo stesso donando il territorio di Gargnano, al vescovo di Brescia, Ulderico I, e ai suoi successori, da allora le due comunità diventarono per sempre confinanti. Da allora il vescovo di Trento rivestì anche il titolo di principe del Sacro Romano Impero ed ebbe nelle sue mani il potere spirituale e quello temporale. Poco anni dopo le terre di Val Vestino furono aggregate nuovamente al Trentino insieme alla valle di Ledro, Riva del Garda, Vallagarina, le Giudicarie, Tignale e Bagolino.
È con l'editto "de beneficiis" di Corrado II il Salico del 1037, che i domini dei signorotti feudali sottoposti ai grandi feudatari ecclesiastici di Trento e Bressanone diventarono ereditari e irrevocabili; per di più i vescovi di Trento e Bressanone fino dall'origine della loro potenza dovettero cedere parte della loro autorità ai vassalli maggiori, che così diventavano "advocati ecclesiae". 
Negli anni compresi dal 1265 al 1293, e con l'accordo tra Mainardo II di Tirolo-Gorizia 
e suo fratello Alberto di Gorizia, in seguito re di Boemia dell'anno 1271, sorse una nuova entità politica di origine feudale: la Contea del Tirolo.
Così anche la Valle fu infeudata e il 3 e il 14 marzo del 1346 in Castel Telvana a Borgo Valsugana Ludovico V di Baviera, conte del Tirolo, investì Raimondo Lodron di Pederzotto, con i feudi in Val Vestino, di Bollone, Cadria e Droane. Nel 1363, Margherita di Tirolo-Gorizia detta "Maultasch", ossia Bocca larga, nipote di Mainardo II conte del Tirolo, rimasta vedova e senza eredi cedeva i propri titoli e il controllo amministrativo del Tirolo al parente Rodolfo IV d'Asburgo, duca d'Austria. Fu in questo periodo che la contea del Tirolo e di conseguenza la suddita Val Vestino entrò notoriamente a far parte dei domini degli Asburgo d'Austria, diventando una delle sue varie linee dinastiche. 
La sudditanza avrà termine nel 1802 quando sia il Principato vescovile di Trento e quello di Bressanone saranno secolarizzati dai francesi di Napoleone Buonaparte e dagli austriaci nel 1918 con la fine della Grande Guerra.

### La contea di Lodrone e la presunta appartenenza alla signoria Della Scala di Verona e alla Repubblica di Venezia
All'interno del principato si vennero a confermare delle piccole entità subordinate su proprietà di nobili famiglie, come i Cles, i Madruzzo, i Lodron, i Castelbarco, ma anche delle forme diverse di organizzazione come il "Libero comune di Storo", le "Sette pievi delle Giudicarie", i "Quattro vicariati", le quali godevano di una certa autonomia sulla base di Statuti riconosciuti, pur riconoscendosi anche l'autorità superiore del Vescovo e dell'Imperatore del Sacro Romano Impero Nationis Germanicae, mentre la restante parte del territorio era soggetta al dominio diretto del Vescovo. La prima notizia documentata dell'appartenenza della Valle alla famiglia Lodron risale al 4 giugno 1189 quando sette illustri uomini di Storo strinsero un patto fra loro per dirimere tutte le liti che potessero insorgere per il possesso per il castello di Lodrone e tutti i possessi che un certo Calapino possedeva nella Pieve di Condino e in Val Vestino. La giurisdizione feudale avrà termine il 29 giugno 1826 allorquando i Lodron rinunceranno ai loro diritti a favore del governo austriaco.
Nel 1600 certi cronisti lasciarono scritto che la Val Vestino tra il 1400 e il 1500 pervenisse alla casata dei Lodron per una scaligera entrata sposa nella loro famiglia. La notizia storicamente non fu mai documentata nei secoli successivi. Lo storico genealogista della nobile famiglia Lodron, Cesare de Festi sembra sostenere questa tesi affermando nel 1892 in un suo scritto, che i signori di Verona possedevano dei feudi in detta valle, feudi che nel 1425 furono ceduti a Vinciguerra ed Antonio d'Arco e quindi si poteva lecitamente supporre che per semplice infeudazione questi passarono in seguito alla famiglia Lodron.  Altro episodio esplicativo fu quando nel giugno 1487, nel contesto della guerra tra Venezia e la Contea del Tirolo,  Parisotto di Lodron di Castel Romano, vassallo del principe vescovo di Trento e ora alleato di Venezia, per conto della stessa, conquistò per tre mesi la valle del Chiese fino a Tione. Le comunità giudicariesi di Cimego, Castello, Pieve di Bono, Bondo, Breguzzo, Tione e Zuclo  prontamente decisero di sottomettersi con i patti di dedizione dichiarandosi volontariamente sudditi della Serenissima in cambio di una serie di riconoscimenti e garanzie fiscali, tra cui i privilegi sull'importazione di beni come sale e biade e anche sul passaggio di animali e persone presso il confine della Rocca d'Anfo. La val di Ledro godeva già di simili privilegi perché era stata annessa alla Repubblica nel 1426, allo stesso modo la val Sabbia. Non aderirono alla richiesta le comunità di Condino e Storo in quanto non si erano sottomesse alla Serenissima e la Val Vestino feudo della famiglia Lodron.
Della presunta appartenenza scaligera della Valle alcuni riportano come prova il fatto che sulla torre del campanile della chiesa di San Giovanni Battista di Turano sia presente uno stemma scaligero inciso in una volta ad arco campanaria e consistente nell'immagine di una scala. Ebbene Cesare de Festi, sulla base di questa immagine, riportò, sempre nel 1892, come un dato di fatto la dipendenza giurisdizionale della valle non solo dai Della Scala ma anche dalla Repubblica di Venezia, poiché scrisse che "un anonimo di Bagolino lasciò scritto che detta Valle fu concessa in feudo ai Lodrone per muta di Bagolino e ciò deve esser vero perché nel 1579 i Commessari dell'Arciduca [d'Austria] pretendendo il giuramento di fedeltà dai Vestini, questi vi si rifiutarono perché quel feudo non faceva parte dei Trentini". In realtà già nel XVII secolo lo storico turanese Bartolomeo Corsetti, che poteva aver accesso alla vasta documentazione d'archivio esistente di quei tempi, nel 1683 scrisse nella sua pubblicazione: "Memorie dell'antica casa di Lodrone", che la notizia era priva di fondamenta storiche: "C'è chi dice (e non vogliamo far passare la cosa sotto silenzio) che i conti di Lodrone abbiano ricevuto il dominio di quella valle dagli Scaligeri per dote, e questi si persuadono poiché nella vecchia torre del campanile della chiesa parrocchiale di Turano sono incise nella pietra le insegne gentilizie scaligere", proseguiva scrivendo che nell'anno 1579, anno in cui i commissari della ricca serenissima casa arciducale d'Austria, esigettero il rinnovo degli antichi accordi del 1363, sottoscritti nel 1511, detti delle "Compattate", mediante il giuramento di fedeltà dei loro sudditi, la Valle fu completamente esentata dalla celebrazione del rito. Questo fatto generò negli storici l'erronea convinzione dell'appartenenza alla Repubblica di Venezia poiché nei resoconti del principato vescovile di Trento non fu citato, tra i vari feudi appartenenti ai Lodron (i cui vassalli prestarono tutti giuramento di fedeltà), quello della Valle di Vestino. Secondo Bartolomeo Corsetti, i valvestinesi affermarono che anche sottomessi alla casa d'Austria erano favoriti dall'antico privilegio, col quale potevano importare dal mercato di Desenzano del Garda e dalla Riviera benacense il frumento necessario per il vitto, senza alcuna proibizione e pena e pertanto non erano tenuti al giuramento di fedeltà. Secondo i ricercatori Vito Zeni e Lorenzo Felivetti conoscendo quanto si prodigò nelle Valli delle Giudicarie il conte Lodovico Lodron per persuadere i valligiani a voler giurare le "Compattate" si può ritenere che avessero tutti giurato nei primi mesi del 1580 e quindi anche i valvestinesi..
Documentata è la dipendenza dagli scaligeri di Verona legata alla figura di Mastino II della Scala, vassallo del vescovo di Trento, nel 1348, quando il principe vescovo di Trento, Giovanni III da Pistoia, rinunciò per 4.000 fiorini d'oro alle terre di Riva del Garda, al castello di Tenno, alla Valle di Ledro, alla Valle di Cavedine, alla pieve di Arco, e "villas et territorias" della pieve di Santa Maria Assunta di Tignale alla quale apparteneva la Val Vestino seppur infeudata ai Lodron, ma dopo trentasette anni circa, probabilmente prima del 1385 in quanto la comunità di Tignale fu infeudata in quell'anno al duca di Milano Giangaleazzo Visconti,, la pieve di Tignale ritornò ufficialmente sotto il dominio del principe vescovo di Trento nel 1404.

### Antichi valvestinesi nei documenti: testimoni o emigranti
L'emigrazione valvestinese nei territori del Principato vescovile di Trento è documentata in atti notarili, già a partire dal XIII secolo, ove i valligiani compaiono come testimoni in compravendite, nelle successioni ereditarie o nelle deliberazioni delle comunità che li ospitavano. Il nome del primo valligiano è attestato in una pergamena del 1202, quando, lunedì 18 novembre, ad Arco di Trento, in un terreno di proprietà dei sacerdoti della Pieve di Santa Maria, un certo diacono Laçari "de Vestino" presenzia come testimone alla vendita di "un fitto annuo di due gallette di frumento corrisposto da Otebono figlio di Marsilio arciere" e l'arciprete della stessa pieve e il presbitero Isacco. Sempre ad Arco, il 21 novembre del 1257, un altro valvestinese, "Odorici de Valvestino" testimonia alla stesura delle ultime volontà di Zavata, figlio del fu Antonio da Caneve. Una compravendita del 17 aprile 1277 avvenuta a Civezzano, nei pressi di Trento, rivela anche in quel luogo una presenza di emigranti di Valle, difatti una certa "domina Bonafemina", moglie del defunto notaio Martino "de Vestino", comprò per 4 lire veronesi un casale agricolo sito a Vallorchia.
Nella cittadina di Riva del Garda si stabilì una piccola ma operosa comunità di emigrati. Il 23 febbraio 1371, sotto il porticato del Comune, "Tonolo condam Iohannis de Vestino" riunito in pubblico consiglio con altri cittadini di Riva, su mandato del podestà Giovanni di Calavena per conto di Cansignorio della Scala, vicario imperiale di Verona, Vicenza e della stessa Riva, partecipa all'elezione dei procuratori della comunità. Altro caso è quello di "Antonii sartoris de Vestino condam Melchiorii" che il 12 febbraio 1417 è convocato per l'elezione dei procuratori della comunità rivana nella vertenza con gli uomini di Tenno che si oppongono al pagamento delle collette dei beni posseduti nel loro territorio. Tra il 1400 e il 1500 una forte emigrazione di mano d'opera costituita da mastri muratori, falegnami e lapicidi proveniente dai laghi lombardi interessò Verona e la sua provincia e in special modo la Valpolicella; una parte di questi emigranti era originaria della Val Vestino ed alcuni operarono nell'edificazione di casa Capetti a Prognol di Marano di Valpolicella.

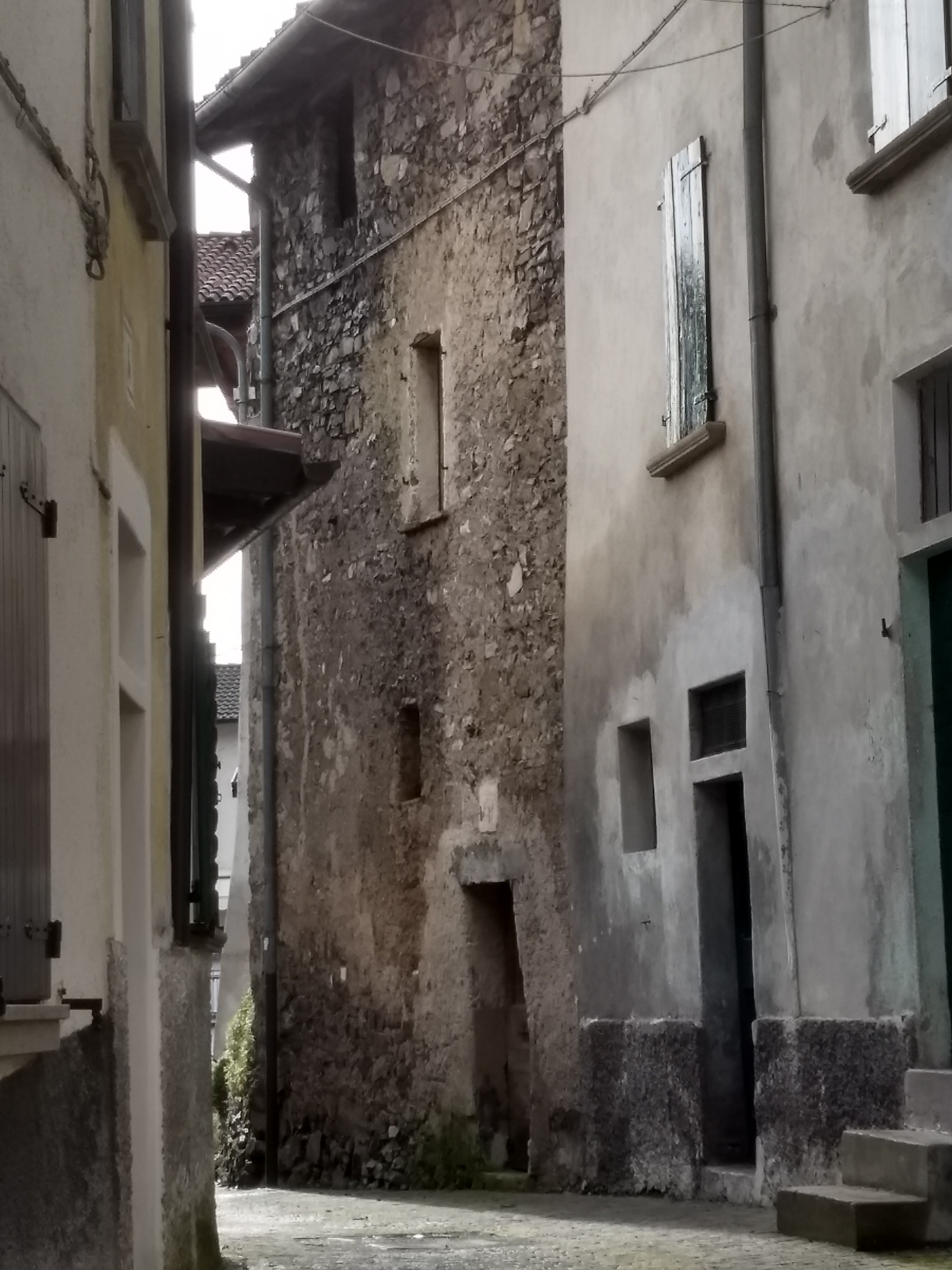
Via di Sopra a Magasa, in fondo a destra la Cà dei Pitùr (Casa dei Pittori) probabile domicilio della famiglia d'artisti

A Venezia compare un certo Antonio di Domenico, pittore a tra il 1590 e il 1615. Attestato tra i pittori della Fraglia di Venezia, imparò i primi rudimenti dell'arte pittorica dal padre Domenico detto "Magasa" con il quale si trasferì dapprima nella Riviera di Salò e successivamente nella città lagunare. Poche le notizie biografiche, sconosciuta la produzione artistica anche se è lecito supporre che abbia partecipato ai vari cantieri decorativi dell'edilizia civile di Venezia. Sconosciuto pure è il cognome anche se nei documenti del tempo viene indicato come figlio di Domenico Magasa onde evidenziare l'origine di provenienza della famiglia, mentre è ancora oggi visibile la presunta abitazione della famiglia dell'artista, sita in via di Sopra, soprannominata "Casa dei pittori".
Nella Valle del Chiese, a Storo, altri valvestinesi compaiono come testimoni in tre occasioni: il 5 settembre 1356 quando, Pietro fu Bacchino da Moerna, a nome delle comunità di Val Vestino, Bollone e Magasa si accorda con Giovanni fu "Gualengo" e Frugerio fu "Casdole", in qualità di consoli della comunità di Storo, e con altri uomini della suddetta comunità, in merito ai diritti di pascolo sulla cima del monte Tombea; il 3 aprile 1486 Giovanni di Pietro da Moerna e i fratelli Antonio e Zeno Zeni di Magasa sono presenti sulla pubblica piazza quando gli storesi riuniti in pubblica regola costituiscono i loro procuratori pressi il principe vescovo di Trento in relazione a delle decime su terreni incolti; l'8 dicembre del 1491 Antonio di PietroBono e Pietro Porta, ambedue di Moerna, presenziano all'elezione dei procuratori sempre di quella comunità presso il vescovo trentino Uldarico Frundsberg in seguito all'assassinio del cappellano Giacomo. Nel piccolo villaggio di Agrone di Pieve di Bono troviamo invece nel giugno del 1536 un certo Cristoforo da Turano che presenzia ad una compravendita tra un privato e il Comune mentre, il 25 marzo 1591, Domenico Zuaboni di Armo funge da testimone alla "regola" di quella comunità che elabora cinque nuovi regolamenti in materia di pascolo e di uso delle acque in diverse località periferiche. Nel villaggio di Praso apprendiamo da un atto notarile del 30 maggio 1663 che Caterina Maia, sorella del defunto curato don Giovanni, cedette al beneficiato don Pietro Ferrari da Poia diversi beni appartenuti in passato ad una donna originaria di Magasa o moglie di un emigrante Magasino, tra cui la metà di un terreno ortivo in località detta al "Orto della Magasa" e una "Casa della Magasa che era di Vivaldo".
Un'emigrazione stagionale come carbonai in Val di Fiemme è attestata invece il 29 maggio 1522 quando a Cavalese Bartolomeo Delvai, "scario", concede in locazione per un anno a Giovanni Zeni di Val Vestino il taglio del legname nei boschi di Scaleso, mentre a Tremosine nel microtoponimo di Aiàl del Magasì (spiazzo del Magasino, ossia di Magasa), luogo preposto alla produzione del carbone; nel 1569 a Mestriago in Val di Sole con Valdino fu Giovanni de Vianellis di Magasa. Il 13 marzo 1586 a Tiarno di Sotto in Val di Ledro il carbonaio Antonio fu Viano di Armo, dimorante nel comune, presenzia come testimone nell'abitazione di un certo Angelo fu Angelo al rogito del notaio Stefano Sottil fu Giovanni di Tiarno di Sotto alla stesura del regolamento comunale riguardante lo sfruttamento dei boschi della comunità stipulato tra i regolani di Tiarno di Sotto, Sopra e Bezzecca.
A Trento, il 28 dicembre 1557, il maestro Bernardo fu Giovanni "Tornari" di Magasa stipula con il "dominus" Giovanni Maria fu Antonio Consolati il contratto d'affitto perpetuo di una porzione di casa sita nella Contrada del Macello Grande al costo di una libbra di pepe e 9 carantani annui.
Tra il 1590 e il 1592, a Creto di Pieve di Bono-Prezzo, alla fiera di Santa Giustina di bestiame e prodotti caseari, la più grande delle Giudicarie, "forestieri" della Val Vestino operano sul mercato secondo quanto riportato dal registro del dazio vescovile. A Pieve di Ledro il 13 agosto 1603 nella casa del notaio Giovan Domenico Boninsegna di Prè, Giacomo fu Giovanni Bono di Armo dimorante a Bezzecca, testimonia una quietanza di pagamento derivante da una eredità tra Agostino figlio di Ciso di Bezzecca e i consoli di una certa Barbara vedova di Antonio De Pietro consistente in 33 ducati da 10 libbre l'uno di buona moneta piccola trentina..
Nel 1678, da Magasa, una certa famiglia Andreis emigra nel villaggio di Mignone di Costa di Gargnano; i suoi componenti erano soprannominati Magasì e Tadena. Nei secoli successivi i 140 discendenti Andreis risulteranno quasi tutti emigrati a Desenzano, Lumezzane, Tignale, Botticino, Milano e nella Svizzera. Infine un testamento del 17 novembre 1785 di Giacomo Stefani fu Giovanni, detto Legher, di Magasa e rogato del notaio Salvatore Zanetti, cancelliere della contea di Lodrone e del comune di Darzo, rende noto che il fratello Giovanni "già nella sua gioventù abbandonò la Patria, e n'è da quella da 45 e più anni assente, senza che sia noto il luogo della sua dimora, vita, o morte, e senza che si sappia, se abbia lasciata dopo di sé veruna legittima discendenza..." e solamente dopo "diligenti perquisizioni" si poté appurare che lo stesso dimorasse nell'isola di Corfù, possedimento della Repubblica di Venezia, arruolato nella milizia veneta.

### 1405, il compromesso arbitrale fra la comunità di Storo e quelle di Magasa, Armo, Persone, Moerna e Turano nella Val Vestino causa la lite per i rispettivi confini del monte Tombea
Nel XV secolo è documentata per la prima volta la lite scaturita fra le comunità di Val Vestino, esclusa quella di Bollone, con quella di Storo per lo sfruttamento, possesso e utilizzo dei pascoli d'alpeggio di malga Tombea. Il documento consistente in una pergamena, scritta in latino, conservata presso l'archivio storico del comune di Storo, fu copiato, tradotto e pubblicato dal ricercatore Franco Bianchini nel 2009 e riportato nelle sue parti essenziali da Michele Bella nel 2020. Al centro della discordia vi era la delimitazione del "confine" montano riconducibile con molta probabilità alla zona della conca pascoliva con la sua preziosa pozza d'abbeverata compresa tra il Dosso delle Saette e Cima Tombea, detta la Piana degli Stor, e più a ovest la prateria verso la Valle delle Fontane e la Bocca di Cablone. In quei tempi, a quanto sembra, non era stato mai definito legalmente a chi appartenesse quel territorio, nessun cippo era stato collocato e la conoscenza dei luoghi era basata sull'usanza e la tradizione orale dei contadini sedimentatasi nel tempo. Le praterie delle comunità valvestinesi erano a quel tempo assai ridotte e le sole malghe Corva, Alvezza, Bait, Selvabella e Piombino non erano sufficienti a soddisfare i bisogni degli allevatori e queste "erbe" d'alta quota erano fondamentali per la sopravvivenza delle comunità rurali locali che necessitavano di ulteriori pascoli ove condurre in estate, dai primi di luglio a circa il 10 agosto, le proprie mandrie. Non si conoscono le cifre esatte dei capi di bestiame di quel secolo, ma una stima del 1946 rende noto che i malghesi potevano disporre per la sola monticazione del monte di circa 180 capi di mucche da latte e manze, terminato il periodo della malga il prativo veniva occupato dal bestiame minuto, capre e pecore, presente nell'alpeggio della Valle di Campei.
La controversia iniziò venerdì 21 agosto del 1405 nella contrada Villa di Condino sulla piazza Pagne "nei pressi della casa comunale presenti il maestro fabbro Glisente del fu maestro fabbro Guglielmo, Giovanni detto Mondinello figlio del fu Mondino, Antonio figlio di Giovanni detto Mazzucchino del fu Picino, tutti costoro della contrada Sàssolo della detta Pieve di Condino; Condinello figlio del fu Zanino detto Mazzola di detta contrada di sotto della soprascritta terra di Condino, ed Antonio detto Rosso, messo pubblico del fu Canale della villa di Por della Pieve di Bono, ora residente nella villa di Valèr della detta Pieve di Bono e predetta diocesi di Trento e molti altri testimoni convocati e richiesti" si unirono in presenza dei due procuratori delle comunità in causa per discutere e cercare un compromesso arbitrale definitivo che ponesse termine alla lite dei confini montani. Il notaio Pietro del fu notaio Franceschino di Isera, cittadino di Trento e abitante nella villa di Stenico delle Valli Giudicarie, con la collaborazione del notaio Paolo, stilò un documento su pergamena, identificando innanzi tutto presenti, valutando i loro mandati e i documenti prodotti dalle parti.
La comunità di Storo era rappresentata da Benvenuto detto “Greco” figlio del fu Bertolino della villa di Storo, "legittimo ed abilitato sindico-procuratore e gestore degli interessi degli uomini e persone nonché della comunità ed universalità di detta villa di Storo, con documento pubblico redatto di mano e con segno notarile di Bartolomeo del fu notaio Paolo della contrada Levì (o Levìdo) della Pieve di Bono, pubblico notaio di licenza imperiale, agente e richiedente da una parte"; mentre quella della Val Vestino da Giovannino del fu Domenico della terra di Turano della Valle di Vestino della diocesi di Trento, "abilitato sindico-procuratore e gestore degli interessi degli uomini e persone nonché della comunità ed universalità delle ville di Magasa, Armo, Persone, Turano e Moerna di detta Valle di Vestino, con documento pubblico redatto di mano e con segno notarile di Franceschino del fu Giovannino fu Martino della terra di Navazzo del Comune di Gargano delle Riviera del Lago di Garda della diocesi di Brescia, agente in sua difesa dall’altra parte". La questione esposta era prettamente confinaria, costoro infatti dichiarano pubblicamente "di voler giungere alla concordia e dovuta risoluzione e pacificazione della lite a lungo vertente fra i predetti uomini e persone e comunità delle terre di Magasa, Armo, Persone, Turano e Moerna della soprascritta Valle di Vestino ed al fine di evitare spese ed eliminare e mitigare danni, scandali, risse e discordie, per il bene della pace e della concordia, affinché perpetuamente e vicendevolmente regni fra le dette parti l’amore, a proposito della lite e questione del monte denominato Tombea situato ed ubicato nei territori e fra i monti e confini degli uomini e delle comunità di dette terre di Magasa, Armo, Persone, Turano e Moerna della soprascritta Valle di Vestino da una parte, ed i monti e confini della comunità ed università della detta terra di Storo dall’altra, poiché a mattina ed a settentrione confinano gli uomini e le persone della Valle di Vestino, ed a mezzogiorno ed a sera confinano gli uomini e persone della detta terra di Storo, la quale lite era la seguente".
Entrambi i procuratori portarono a sostegno delle loro affermazioni testimoni che sostenevano, basandosi sulle antiche tradizioni e consuetudini, che il territorio spettava da tempi immemori a questa o a quell'altra comunità, ma nessun documento scritto fu prodotto a loro favore che permettesse di dimostrare con certezza la proprietà. Infatti Benvenuto detto “Greco” dichiarò che il monte di Tombea, situato ed insistente fra i suddetti confini e con tutte le sue competenti adiacenze e confinanze, spettava di diritto agli uomini della terra di Storo, e "che lui stesso e gli uomini della comunità di Storo, così come i loro predecessori, già da 10, 20, 30, 50, 80 e 100 anni ed oltre, da non esservi alcuna memoria in contrario, con ogni genere di armenti detti uomini pascolarono sul monte denominato Tombea come territorio di loro libera proprietà, senza alcuna molestia, disturbo o contraddizione da parte degli uomini e persone delle comunità ed universalità delle predette terre di Magasa, Armo, Persone, Turano e Moerna".
Altresì Giovannino del fu Domenico della terra di Turano prontamente ribatté negando la ricostruzione narrata da Benvenuto detto “Greco” e asserì che il monte Tombea nella sua totalità, con tutte le sue adiacenze e confinanze, spettava di diritto esclusivamente agli uomini delle comunità di Magasa, Armo, Persone, Turano e Moerna ed in nessun altro modo agli uomini di Storo. Vista la divergenza tra le parti, la soluzione migliore per definire la controversia parve a tutti i presenti l'arbitramento. Con questo tipo di contratto le due parti litiganti devolvevano la risoluzione della contesa al giudizio di una o più persone scelte liberamente. Quindi i due "sindaci" nominarono alcuni pacificatori chiamati pure arbitri, definitori o probiviri.
Benvenuto detto “Greco” scelse, nominò e completamente si affidò a Giacomo figlio del fu Giovannino della terra di Agrone della Pieve di Bono, Giovanni detto Pìzolo, residente nella contrada di Condino, al figlio del fu Guglielmo detto “Pantera” di Locca della Valle di Ledro della diocesi di Trento ed un tempo residente nella terra di Por, il notaio Giacomo della terra di Comighello della Pieve del Bleggio, ed il notaio Giovanni del fu notaio Domenico di Condino. Giovannino fu Domenico scelse, nominò e completamente si affidò a Picino del fu ser Silvestro detto “Toso” della terra di Por, Franceschino fu ser Giovannino della detta terra di Agrone, Giovanni fu ser Manfredino della terra di Fontanedo della Pieve di Bono e Giovanni figlio di Pizino detto “Regia” fu Zanino della contrada di Sàssolo della Pieve di Condino.
Gli arbitri furono investiti dell'autorità "di ascoltare le parti, decidere, definire, giudicare, sentenziare e promulgare, ovvero di disporre e giudicare con relative disposizioni, sentenze e di imporre di non opporsi e ricorrere su quanto deciso e sentenziato in alcuna sede di giudizio, con documenti scritti o senza in qualsiasi sede giuridica, sempre ed in ogni luogo, sia con le pareti avverse presenti o assenti su quanto richiesto e successivamente solennemente deliberato. Ragion per cui le suddette parti in causa convennero di obbedire ed in toto osservare quanto sarà prescritto nelle loro sentenze di qualunque contenuto ed in qualunque sede giudiziale". 
Fu stabilito che in caso di non osservanza dell'accordo l'applicazione di una ammenda di 200 ducati da versare metà alla camera fiscale del principe vescovo di Trento e l’altra metà al nobile Pietro Lodron "signore generale di dette terre di Magasa, Armo, Persone, Moerna e Turano della Valle di Vestino". Inoltre le parti contraenti si impegnarono di rifondere tutti i danni causati e le spese sostenute con relativi interessi in caso di condanna in sede giudiziale garantendo la quantità di denaro stimata con un'ipoteca di tutti i beni personali in loro possesso, presenti e futuri, e quelli della rispettive comunità.
Al termine Benvenuto detto “Greco” e Giovannino fu Domenico giurarono con tocco di mano sulle sacre scritture di osservare tutte le suddette deliberazioni e chiesero al notaio di stilare un pubblico documento da consegnare ad entrambe le singole parti contendenti.
Fungevano da giudici di appello il nobile Pietro del fu Paride di Lodrone, "quale signore generale degli uomini e persone delle comunità ed università delle terre di Magasa, Armo, Persone, Moerna e Turano della Valle di Vestino e l’onorabile signor Matteo, notaio e cittadino di Trento ed assessore del nobile Erasmo di Thun in Val di Non, vicario generale nelle Giudicarie per conto del principe vescovo di Trento Giorgio nonché generale signore e pastore degli uomini e della comunità di Storo".

### 1511, la grande divisione di pascoli e boschi dei monti Camiolo, Tombea, Dos di Sas e della costa di Ve
Lo studio compiuto da don Mario Trebeschi, ex parroco di Limone del Garda, di una sgualcita e a tratti illeggibile pergamena conservata presso l’Archivio Parrocchiale di Magasa, portò a conoscenza dell’intensivo sfruttamento dei pascoli d’alpeggio, dei boschi, delle acque torrentizie in Val Vestino che fu spesso causa di interminabili e astiose liti fra le sei comunità. In special modo nelle zone contese dei monti Tombea e Camiolo; ognuna di esse rivendicava, più o meno fortemente, antichi diritti di possesso o transito, con il risultato che il normale e corretto uso veniva compromesso da continui sconfinamenti di mandrie e tagli abusivi di legname. Pertanto agli inizi del Cinquecento, onde evitare guai peggiori, si arrivò in due fasi successive con l’arbitrariato autorevole dei conti Lodron ad una spartizione di questi luoghi tra le varie ville o “communelli”. Infatti questi giocarono un ruolo attivo nella vicenda, persuadendo energicamente le comunità alla definitiva risoluzione del problema con la sottoscrizione di un accordo che fosse il più equilibrato possibile, tanto da soddisfare completamente ed in maniera definitiva le esigenti richieste delle numerose parti in causa. Il 5 luglio del 1502 il notaio Delaido Cadenelli della Valle di Scalve redigeva a Turano sotto il portico adibito a cucina della casa di un tale Giovanni, un atto di composizione tra Armo e Magasa per lo sfruttamento consensuale della confinante valle di Cablone (nel documento Camlone, situata sotto il monte Cortina). Erano presenti i deputati di Armo: Bartolomeo, figlio di Faustino, e Stefenello, figlio di Lorenzo; per Magasa: Antoniolo, figlio di Giovanni Zeni, e Viano, figlio di Giovanni Bertolina. Fungevano da giudici d’appello i conti Francesco, Bernardino e Paride, figli del sopra menzionato Giorgio, passati alla storia delle cronache locali di quei tempi, come uomini dotati di una ferocia sanguinaria. Il 31 ottobre del 1511 nella canonica della chiesa di San Giovanni Battista di Turano, Bartolomeo, figlio del defunto Stefanino Bertanini di Villavetro, notaio pubblico per autorità imperiale, stipulava il documento della più grande divisione terriera mai avvenuta in Valle, oltre un terzo del suo territorio ne era interessato. Un primo accordo era già stato stipulato il 5 settembre del 1509 dal notaio Girolamo Morani su imbreviature del notaio Giovan Pietro Samuelli di Liano, ma in seguito all’intervento di alcune variazioni si era preferito, su invito dei conti Bernardino e Paride, revisionare completamente il tutto e procedere così ad una nuova spartizione. Alla presenza del conte Bartolomeo, figlio del defunto Bernardino, venivano radunati come testimoni il parroco Bernardino, figlio del defunto Tommaso Bertolini, Francesco, figlio di Bernardino Piccini, tutti e due di Gargnano, il bergamasco Bettino, figlio del defunto Luca de Medici di San Pellegrino, tre procuratori per ogni Comune, ad eccezione di quello di Bollone che non faceva parte della contesa (per Magasa presenziavano Zeno figlio del defunto Giovanni Zeni, Pietro Andrei, Viano Bertolini), e si procedeva solennemente alla divisione dei beni spettanti ad ogni singolo paese. A Magasa veniva attribuita la proprietà del monte Tombea fino ai prati di Fondo comprendendo l’area di pertinenza della malga Alvezza e l’esclusiva di tutti i diritti di transito; una parte di territorio boscoso sulla Cima Gusaur e sul dosso delle Apene a Camiolo, in compenso pagava 400 lire planet alle altre comunità come ricompensa dei danni patiti per la privazione dei sopraddetti passaggi montani. Alcune clausole stabilivano espressamente che il ponte di Nangone (Vangone o Nangù nella parlata locale) doveva essere di uso comune e che lungo il greto del torrente Toscolano si poteva pascolare liberamente il bestiame e usarne l’acqua per alimentare i meccanismi idraulici degli opifici. Al contrario il pascolo e il taglio abusivo di piante veniva punito severamente con una multa di 10 soldi per ogni infrazione commessa. 
Alla fine dopo aver riletto il capitolato, tutti i contraenti dichiaravano di aver piena conoscenza delle parti di beni avute in loro possesso, di riconoscere che la divisione attuata era imparziale e di osservare rispettosamente gli statuti, gli ordini, le provvisioni e i decreti dei conti Lodron, signori della comunità di Lodrone e di quelle di Val Vestino. Poi i rappresentanti di Armo, Magasa, Moerna, Persone e Turano giuravano, avanti il conte Bartolomeo Lodron, toccando i santi vangeli, di non contraffarre e contravvenire la presente divisione terriera e, con il loro atto, si sottoponevano al giudizio del foro ecclesiastico e ai sacri canoni di Calcedonia.

### Il periodo napoleonico e l'annessione agli Asburgo (1796-1815)
La discesa di Napoleone Bonaparte e delle sue truppe durante la campagna d'Italia del 1796 produsse cambiamenti radicali non solo nel panorama politico italiano ma anche in quello valvestinese. Napoleone Buonaparte con il fratello Luciano e la scorta di 400 dragoni, giunse nelle Giudicarie da Brescia passando da Odolo, il 16 agosto e pranzò con i suoi ufficiali a Storo. Le prime truppe napoleoniche si presentarono in Valle lo stesso giorno. Circa 80 soldati francesi provenienti dall'accampamento di Storo della divisione del generale Pierre François Sauret de la Borie vittoriosi dopo la battaglia di Castiglione del 5 agosto contro l'esercito austriaco e in avanzata nel Trentino, giunti a Moerna passando da Bocca Cocca, scesero, a suon di tamburo e tromba, a Turano imponendo ai rappresentanti di Valle il pagamento della "tassa di guerra" consistente in 2.000 lire venete in contanti e altre 3.000 lire in grani e bestiame. In compenso rilasciarono passaporti al pubblico e al privato di poter "a man salva" introdurre in Valle le mercanzie e generi alimentari necessari al sostentamento della popolazione.
Il 5 settembre 1796 i francesi entrarono a Trento trovandola priva del principe vescovo Pietro Vigilio conte di Thun già riparato a Passavia in Baviera il 17 maggio. L'anno successivo con il Trattato di Campoformido cessò di esistere la Repubblica di Venezia che per circa 4 secoli delimitò i suoi confini con il territorio valvestinese. Tra l'alternarsi di occupazioni francesi e austriache, nel 1798 il sacerdote Antonio Marzadri, insieme a Francesco Rizzi detto Spezier, speziale di Moerna, fu arrestato e carcerato in Trento nel Castello del Buonconsiglio, con la terribile accusa di tradimento di Stato, probabilmente fu compromesso a causa di fatti, non documentati, legati all'invasione napoleonica del 1797, ma il 15 settembre 1798 entrambi furono dichiarati innocenti dal Consiglio di Trento e tali furono dichiarati nella "Gazzetta di Trento" del 18 settembre al foglio numero 75.
Dall'aprile del 1797 al dicembre del 1800 subentrò ai francesi l'amministrazione austriaca. Nel febbraio 1799, il Magistrato Consolare di Trento incaricò il capitano Giuseppe de Betta di portarsi con una compagnia di 120 bersaglieri tirolesi a Magasa e Cadria a presidio dei confini meridionale del Principato vescovile di Trento minacciati dall'invasione napoleonica ma anche dalla presenza in Valle nel febbraio del 1798 di giovani maltrattati dall'esercito francese che si definirono anti giacobini. Costoro furono chiamati emigrati o briganti e in realtà si erano "uniti in ciurma di scellerati, così ogni giorno infestavano questi vicini luoghi della Montagna e Riviera desolando e saccheggiando del tutto". 
Nell'autunno del 1800, con la terza invasione francese guidata dal generale Macdonald lungo le valli e sui monti tra il lago di Garda e la valle del Chiese, il capitano Bernardino Dal Ponte, al comando di soli trenta schützen, riuscì a fermare un forte reparto francese di duecentocinquanta soldati costringendolo alla fuga. I francesi travolsero il Principato Vescovile, che cessò di esistere definitivamente nel 1803 a seguito del trattato di Lunéville del 9 febbraio 1801. I Francesi cedettero il Principato all'Austria, la quale, a sua volta, lo passò al governo filo-francese del Regno di Baviera. La Valle fu assegnata al Giudizio Distrettuale di Tione. Dal 1805 al 1810 il Regno amministrò la Val Vestino abolendo la giurisdizione feudale di Lodrone, incamerò i Dazi di Lodrone e di Turano, rese obbligatoria la vaccinazione antivaiolosa, pose termine al banditismo dilagante, ai secolari richiami nelle milizie locali e impose l'applicazione del decreto napoleonico di Saint Cloud che stabiliva le sepolture fuori dalle chiese lontani dagli abitati.
Con il Trattato di Parigi del 28 febbraio 1810 Napoleone tolse il Trentino alla Baviera e lo unì al Regno d'Italia. La Valle fu aggregata dapprima al dipartimento dell'Alto Adige, Distretto V di Riva, Cantone IV di Condino e successivamente a quello del Mella (27 maggio 1814) fino al 1813 quando subentrò l'interregno della Commissione Auliaca austriaca. Un ultimo decreto del Regno d'Italia a firma del viceré Eugenio Beauharnais del 20 luglio 1813 stabilì che al Cantone di Vestone fosse aggregata l'intera Val Vestino, precedentemente unita al cantone di Condino, dipartimento dell'Alto Adige.
Le successive alterne vicende militari e politiche, portarono al Congresso di Vienna del 1815 ove il Trentino, con la Valle, dal 7 aprile fu incorporato nella Confederazione Germanica e sottoposto al dominio della casa d'Austria fino al 1918.

### La secolare contesa del monte Fassane tra il Comune di Bollone e Gargnano e la definizione dei confini tra l’Austria e la Repubblica di Venezia del 1753
Il 31 agosto del 1752, con il Trattato di Rovereto, la commissione bilaterale istituita per la verifica dei confini tra la Repubblica di Venezia e l’Impero austriaco, composta dal Commissario imperiale regio, il conte Paride di Wolkenstein, dal conte Giuseppe Ignazio de Hormaijr e dal delegato veneto Pietro Correr, sentenziava sull’annosa questione del monte Fassane conteso fra il Comune di Bollone e quello di Gargnano e inutilmente risolta nonostante le antecedenti convenzioni stipulate fra le parti in causa risalenti al 1470 e al 1723. La proprietà promiscua di questo monte, giuridicamente appartenente al territorio del Comune di Gargnano, ma da tempi immemorabili goduta regolarmente da quello di Bollone, aveva generato animose e continue liti fra i rispettivi abitanti che vi possedevano fondi agricoli. Un primo accordo stabilito nel lontano 1470, confermato nei contenuti anche nel 1723, prevedeva espressamente “che l’istessi Comune ed uomini de Bolono possino, et vagliono pascolar a loro piacere, e tagliar legnami se suo uso solamente nel medesimo in qual uso s’intenda per fabricar case, overo baite per l’istessi di Bolono solamente in detto monte come sopra e parimente siino tenuti ricever l’investitura del medesimo monte di nove anni in nove dal Comun ovver dal Sindico del Comune di Gargnano e pagare per affitto livello del monte alla festa dell’Epifania o entro la sua ottava soldi 32 di planeti”  , mentre ai Gargnanesi era concessa la piena facoltà di pascolare il bestiame, falciare i foraggi e tagliare i legnami senza nessuna limitazione di sorta. Come al solito i patti non furono rispettati e l’11 agosto del 1751 il provveditore veneto di Salò, Giovanni Valier, con una lettera informava la sopra citata commissione che da poco tempo era stata nominata dai due governi, che i Bollonesi avevano nuovamente violato gli accordi pascolando abusivamente in località Smalze 146 pecore e capre suscitando, per di più, la giusta reazione dei suoi amministrati Gargnanesi con il sequestro di tutti gli animali e la cacciata in malo modo dei ragazzi e delle donne che custodivano il suddetto gregge. Il mese successivo, il 4 settembre, il conte Giuseppe Nicolò Lodron veniva informato dai Bollonesi dell’avvenuta riconsegna, a seguito dell’interessamento del provveditore, del bestiame sequestrato previo “pagamento di 50 lire oltre 100 lire o più di spese varie qua e là per procurar la restituzione”. La reazione del conte fu durissima; a sua volta informava e richiedeva perentoriamente alla commissione “di condannare la comunità di Gargnano a rifar non solo la comunità di Bolone dagli danni avuti per lo spoglio degli animali ma anche a dichiarar la montagna entro intieramente i confini del territorio Lodroneo e della comunità di Bolone”. Alla fine si arrivò al sodo e “per allontanare adunque ogni pericolo di nuove dissensioni, fu stabilito dalla Commissione di voler levare intieramente ed estinguere la promiscuità, mediante una proporzionata divisione del monte Fassane sudetto, assegnandone a cadauno de memorati due communi la sua parte, la quale possano privatamente godere”. La parte destra, ossia a sud, toccò a Gargnano con la riconferma del diritto di proprietà sull’intero monte, quella sinistra, a nord, corrispondente all’attuale Valle di Fassane a Bollone, che a sua volta s’impegnava a pagare un canone annuo di 64 lire planet, ma con l’esonero degli affitti non pagati negl’anni precedenti. L'accordo del 1753 in sostanza arretrò il confine di Bollone dal Dosso o Pozza di Fassane alla Val Brusa con una perdita di alcuni ettari di terreno boscoso e pascolivo necessario all'economia di sussistenza di Bollone.

### Una repubblica dimenticata fra Austria e Italia
Nell'aprile del 1909 il Bollettino italiano di Legislazione e Statistica Doganale e Commerciale riportò un aspetto politico della Val Vestino al punto che fece eco in Europa ma soprattutto in Spagna ove fu prontamente ripreso dal Boletin de la R. Sociedad Geografica de Madrid, Revista de Geografia colonial y mercantil del Maggio-Giugno del 1909. Esso descriveva che: "nel Trentino sud-occidentale vi era una piccola valle verdeggiante e fertile quasi completamente isolata dal mondo da picchi di 2000 m. di altezza. È essa la valle di Vestino nel massiccio montuoso che distaccano i monti Tombea e Caplone. La frontiera austro-italiana segue la cresta di queste montagne di rocce dolomitiche, non lontano del lago di Garda, che separano dal lago d'Idro.
Questa frontiera forma un angolo acuto che penetra verso il sud nel territorio italiano, girando la citata valle percorsa da un torrente, il Magasino, che getta le sue acque nel lago di Garda, dopo passato per una stretta gola che è l'unica porta di comunicazione col mondo.
Questa valle costituisce in realtà una repubblica, un piccolo Stato, che non è stato riconosciuto dai suoi potenti vicini né incluso nelle carte dell'Austria o dell'Italia quando, dopo laboriosi negoziati, furono tracciate le carte delle frontiere.
In questo piccolo Stato non havvi governatore, nè amministrazione di nessuna specie. Tre volte la settimana vi arriva la posta proveniente dall'Italia.
I giovani prestano servizio militare in Austria, però gli abitanti non pagano ad essa contribuzione alcuna: viceversa sono italiani di lingua, di razza e di idee. La caratteristica che contraddistingue questa repubblica è il regime speciale che ricorda quello della chiesa romana".

### Il vecchio confine di Stato di Lignago. Il Casello di Dogana di Gargnano detto della Patoàla e le sue due sezioni

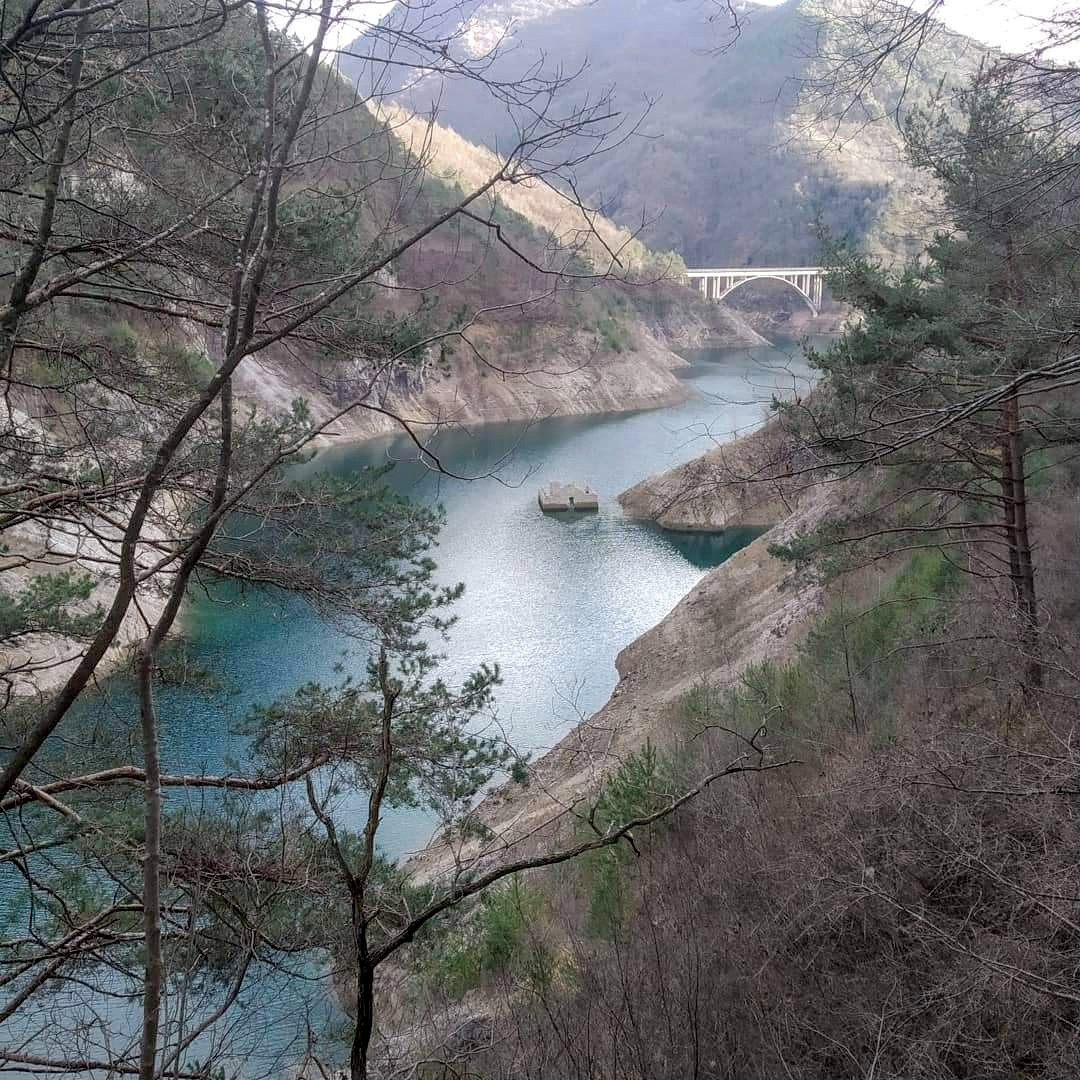
L'ex caserma o casello della Regia Guardia di Finanza alla Patoàla, oltre il ponte sul Rio Costa

Il territorio della Val Vestino divenne italiano ufficialmente il 10 settembre 1919 con il trattato di pace di Saint Germain: verso il 1934 fu posizionata per volontà dell'allora segretario comunale di Turano, Tosetti,  una targa lapidea all'inizio della Valle del Droanello presso l'ex strada provinciale che correva lungo il greto del torrente Toscolano, nella località Lignago. Essa indicava il vecchio confine esistente tra il Regno d'Italia e l'Impero d'Austria-Ungheria dal 1802 fino al termine della Grande Guerra, nel 1918. Questa lapide fu poi ricollocata con la costruzione dell'invaso artificiale nel 1962 nella posizione attuale, sempre in località Lignago, presso il terzo ponte del lago di Valvestino, detto della Giovanetti prende il nome dalla ditta che lo costruì, mentre a poca distanza da questa l'edificio della vecchia caserma della Patoàla della Regia Guardia di Finanza è oggi sommerso dalle acque della diga. Questo era stato costruito nel XIX secolo, quando ancora il lago non c’era, serviva a controllare il transito delle merci attraverso il confine. Fu poi dismesso dopo la fine della guerra e delle ostilità, esattamente nel 1919.
Un casello di dogana esisteva originariamente al Ponte Cola, già a partire dal 1859 a seguito della cessione da parte dell'Austria, sconfitta, della Lombardia al Regno d'Italia, precisamente sul Dosso di Vincerì, ove sorge l'attuale diga del lago di Valvestino. Infatti il 30 dicembre 1859 il re Vittorio Emanuele II istituì nelle provincie della Lombardia gli uffici di dogana a Gargnano, Salò, Limone del Garda, Anfo, Ponte Caffaro, Bagolino e Hano (Capovalle), quest'ultimo dipendente dalla sezione di Maderno e dall'Intendenza di Finanza di Brescia. Due mesi dopo, con la circolare del 20 febbraio 1860 n.1098-117 della Regia Prefettura delle Finanze inviata alle Intendenze di Finanza del Regno si emanavano le prime disposizioni a riguardo della vigilanza sulla linea di confine di Stato e prevedeva che: "Nella Provincia di Brescia e sotto la dipendenza di quell' Intendenza delle Finanze si stabilirà un'altra Sezione della Guardia di finanza che avrà il N. XIII ed il cui Comando risiederà a Salò, per la Dirigenza dei Commissariati di Salò e di Vestone, e inoltre di un Distretto di Capo indipendente a Tremosine incaricato della sorveglianza del territorio al disopra di Gargnano".
Nel 1870 era già attiva la sezione del Casello di Gargnano presso l'abitato di Hano, sul Dosso Comione, a controllo dell'accesso carrabile della Val Vestino verso Moerna e come ricevitore reggente di 8ª classe figurava Vincenzo Bertanzon Boscarini. Ma è nel 1874 con il riordino delle dogane che il casello fu spostato più a nord in località Patoàla e chiamato nei documenti ufficiali Casello di Gargnano con due sezioni di Dogana: una a Bocca di Paolone e l'altra a Hano, Capovalle, in località Comione. Secondo la legge doganale italiana del 21 dicembre 1862, i tre caselli essendo classificati di II ordine classe 4ª, avevano facoltà di compiere operazioni di esportazione, circolazione e importazione limitata, e III classe per l'importanza delle operazioni eseguite, era previsto che al comando di ognuno vi fosse un sottufficiale, un brigadiere. I militari della Regia Guardia di Finanza dipendevano gerarchicamente dalla tenenza del Circolo di Salò per il Casello di Gargnano (Patoàla), la sezione di Bocca di Paolone e la caserma di monte Vesta, la sezione di Hano (Comione) dalla tenenza di Vesio di Tremosine,  mentre le Dogane dalla sede della Direzione di Verona.
La caserma sul monte Vesta e quella di Bocca Paolone furono costruite nel 1882, quest'ultima fu ampliata nel 1902 ed era considerata una sezione della Dogana, come quella di Hano a Comione i cui lavori di rifacimento terminarono nel 1896, in quanto collocata in un luogo distante dalla linea doganale, classificato come un posto di osservazione per vigilare ed accettare l'entrata e l'uscita delle merci. Le casermette dette demaniali di monte Vesta con quelle di Coccaveglie a Treviso Bresciano e più a sud del Passo dello Spino a Toscolano Maderno e della Costa di Gargnano completavano la cinturazione della Val Vestino con lo scopo principale del controllo dei traffici e dei pedoni sui passi montani. Le merci non potevano attraversare di notte la linea doganale,  ossia mezz'ora prima del sorgere del sole e mezz'ora dopo il tramonto dello stesso. Era previsto dalle disposizioni legislative che la "Via doganale" fosse "la strada che dalla valle Vestino mette nel regno costeggiando a diritta il fiume Toscolano: rasenta quindi la cascina Rosane e discende al fiume Her, ove si dirama in due tronchi, uno dei quali costeggiando sempre il detto fiume conduce a Maderno e l'altro per la via dei monti discende a Gargnano". Le pene per il contrabbando erano alquanto severe, prevedendo oltre all'arresto nei casi più gravi, la confisca delle merci o il pagamento di un valore corrispondente, la perdita degli animali da soma o da traino, dei mezzi di trasporto sopra cui le merci fossero state scoperte. Temperava, però, tale eccessivo rigore, il sistema delle transazioni, grazie alle quali era possibile concordare l'entità della sanzione applicabile, anche con cospicue riduzioni della pena edittale.
A seguito del trattato commerciale tra il Regno e l'Austria-Ungheria del 1878 e del 1887 furono consentite particolari agevolazioni ad alcuni prodotti pastorali importati dalla Val Vestino qualora fossero accompagnati dal certificato d'origine. Era previsto che la Dogana di Casello della Patoàla nel comune di Gargnano, della sezione di Casello di Bocca di Paolone a Tignale o della sezione di Casello di Comione a Capovalle dovessero ammettere, come una riduzione del 50 per cento sul dazio: 25 quintali di formaggio, 65 di burro e 30 di carne fresca.
Nel 1892 le esenzioni fiscali fin lì praticate non furono bene accolte da alcuni politici del parlamento del Regno, che sottolinearono negli atti parlamentari: "Né vogliamo passare sotto silenzio i pensieri che hanno destato in noi le nuove clausole per la magnesia della Valle di Ledro e i prodotti pastorali di Val Vestino. Con queste clausole si aumenta, a favore dell'Austria, il numero, già abbastanza ragguardevole, delle eccezioni, mediante le quali le due parti contraenti accordano favori ristretti ai prodotti di determinate provincie. Vivi e non sempre ingiusti sono i reclami sollevati in varie parti del Regno da questa parzialità di trattamento e sarebbe stato desiderabile che, come fu fatto nel 1878 rispetto ai vini comuni, si tentasse di estendere i patti dei quali si discorre a tutte le provincie. Non dubitiamo che il Governo italiano si sia adoperato a tal fine con intelligente sollecitudine, ma dobbiamo rammaricarci che non ha ottenuto l'intento". Nello stesso anno, l'Intendenza di Finanza di Brescia rendeva noto che con decreto regio del 25 settembre, la sezione di Hano della Dogana di Gargnano veniva elevata a Dogana di II ordine e III classe.
Nel 1894 l'importazione consisteva in: "Carne fresca della Valle di Vestino importata per la Dogana di Casello, totale 196 q. Burro fresco della Valle Vestino importato per la Dogana di Casello, totale 2.048 q. Formaggio della Valle Vestino importato per la Dogana di Casello, totale 63.773 q.".
Nel 1897 l'Annuario Genovese chiariva le nuove disposizioni riguardanti la fiscalità dei prodotti importati: «Per effetto del trattato con l'Austria-Ungheria, il burro di Valle Vestino, importato per la dogana di Casello con certificati di origine, rilasciati dalle autorità competenti, è ammesso al dazio di lire 6.25 il quintale se fresco, ed al dazio di lire 8,75 il quintale, se salato, fino alla concorrenza di 65 quintali per ogni anno.
Per effetto del trattato con l'Austria-Ungheria, il brindsa, specie di formaggio di pecora o di capra, di pasta poco consistente, e ammesso al dazio di lire 3 il quintale, fino alla concorrenza di 800 quintali al massimo per ogni anno, a condizione che l'origine di questo prodotto dell'Austria-Ungheria sia provata con certificati rilasciati dalle autorità competenti.
Per effetto dello stesso trattato, il formaggio (escluso il brindza) della Valle Vestino, importato per la dogana di Casello con certificati di origine rilasciati dalle autorità competenti, e ammesso al dazio di lire 5.50 il quintale fino alla concorrenza di 25 quintali per ogni anno».
Nel 1909 la Direzione delle Dogane e imposte indirette del Regno precisava che i Caselli doganali della Val Vestino erano due, quello della Patoàla e l'altro quello del Dosso Comione a Capovalle e la via doganale era: "La strada mulattiera, che dalla Val Vestino mette nel Regno per il ponte Her, ove si dirama in due tronchi che mettono l'uno al Casello, Maderno a Gargnano, e l'altro, seguendo le falde del monte Stino, ad Hano e Idro, costituisce la via doganale di terra poi transito delle merci in entrata e uscita.
Autorizzata all'attestazione dell'uscita in transito delle derrate coloniali, del petrolio ed altri generi di consumo, compreso il sale, trasportati per la dogana di Riva di Trento e destinati ai bisogni degli abitanti in Val Vestino".
Tra i vari avvicendamenti di servizio presso il Casello Doganale si ricorda nel 1911 quello del brigadiere scelto Aiuto Stefano assegnato, a domanda, alla reggenza della Dogana di Stromboli che venne sostituito, a domanda, dal brigadiere Aurelio Calva della Dogana di Luino. Con lo scoppio della Grande Guerra il Casello perse importanza e nel 1916 con le nuove disposizioni: "Vigilanza sul servizio di vendita dei generi di privativa. Circolare 13 aprile 1916 n. 1412 ai Comandi di Tenenza e di Sezione della R. Guardia di Finanza e, per conoscenza, al Comandi di Legione della R. Guardia di Finanza di Venezia e Milano, ed ai Commissari Civili.
In dipendenza della circolare del 3 marzo 1916 n. 1430 (Doc. 149) con cui è stata determinata la circoscrizione dei reparti della Guardia di Finanza nei territori occupati, si comunicano al Comandi di Tenenza e Sezione le prescrizioni per la vigilanza sul servizio di smercio dei generi di privativa, che anche nelle nuove regioni si effettua col concorso di due organi di distribuzione: gli uffici di vendita e le rivendite. I primi hanno sede nel Comuni di Cervignano, Cormons, Caporetto, Cortina d'Ampezzo, Fiera di Primiero, Grigno, Ala e Storo, sono gestiti da sottufficiali del Corpo e provvedono nell'ambito della circoscrizione dei singoli distretti politici al rifornimento delle rivendite ivi istituite, tranne che per gli esercizi della Val Vestino e della Vallarsa, aggregate agli uffici di vendita di Salò e Schio".

### I primi giorni della Grande Guerra. L'avanzata dei bersaglieri e dei fanti italiani
Nei mesi precedenti lo scoppio della prima guerra mondiale del 1915, lo Stato maggiore del Regio esercito in due riunioni tenute a Verona e a Brescia confermò il piano ottocentesco del generale Enrico Cosenz ossia l'intenzione di "eliminare il saliente della Val Vestino" dalla presenza di truppe austriache. Difatti il 25 maggio Moerna fu prontamente occupata dalla fanteria del Regio Esercito italiano proveniente da Capovalle e al seguito della truppa vi era il noto scrittore Mario Mariani, corrispondente di guerra del quotidiano Il Secolo che scriveva: "Quando il sole era già alto la batteria raggiungeva la frontiera. I pali austriaci erano già stati rovesciati. Un bersagliere ciclista che tornava d'oltre confine gridava passando e pedalando a rotta di collo per salite ripide e voltate al ginocchio: "Il mio plotone è a Moerna, gli austriaci scappano". La colonna rispondeva: "Viva l'Italia!". Nello stesso giorno pure Turano e Bollone furono occupati da reparti della fanteria provenienti da sud, dalla valle del Toscolano e dal monte Vesta.
A est, Cima Gusaur e Cima Manga facevano parte fin dall'inizio della Grande Guerra dell'Impero austro-ungarico e furono conquistate dai bersaglieri italiani del 7º Reggimento nel primo giorno del conflitto, il 24 maggio 1915, sotto la pioggia. In vista dell’entrata in guerra del Regno di Italia contro l’Impero austro-ungarico, il Reggimento fu mobilitato sull’Alto Garda occidentale, inquadrato nella 6ª Divisione di fanteria del III Corpo d’Armata ed era composto dai Battaglioni 8°, 10° e 11° bis con l'ordine di raggiungere in territorio ostile la prima linea Cima Gusaner (Gusaur)-Cadria e poi quella Bocca di Cablone-Cima Tombea-Monte Caplone a nord.
Il 20 maggio i tre Battaglioni del Reggimento partendo dalla caserma "Magnolini" di Gargnano raggiunsero Liano e Costa di Gargnano, Gardola a Tignale e Passo Puria a Tremosine in attesa dell’ordine di avanzata verso la Val Vestino. Il 24 maggio i bersaglieri avanzarono a Droane verso Bocca alla Croce sul monte Camiolo, Cima Gusaur e l'abitato di Cadria, disponendosi sulla linea che da monte Puria va a Dosso da Crus passando per Monte Caplone, Bocca alla Croce e Cima Gusaur.
Lo stesso 24 maggio, da Cadria, il comandante, il colonnello Gianni Metello, segnalò al Comando del Sottosettore delle Giudicarie che non si trovavano traccia, né si sapeva, di lavori realizzati in Valle dal nemico, le cui truppe si erano ritirate su posizioni tattiche al di là di Val di Ledro. Evidenziava che nella zona, priva di risorse, con soltanto vecchi, donne e fanciulli, si soffriva la fame. Il giorno seguente raggiunsero il monte Caplone ed il monte Tombea senza incontrare resistenza.
Lorenzo Gigli, giornalista, inviato speciale al seguito dell'avanzata del regio esercito italiano scrisse: "L'avanzata si è svolta assai pacificamente sulla strada delle Giudicarie; e uguale esito ebbe l'occupazione della zona tra il Garda e il lago d'Idro (valle di Vestino) dove furono conquistati senza combattere i paesi di Moerna, Magasa, Turano e Bolone. Le popolazioni hanno accolto assai festosamente i liberatori; i vecchi, le donne e i bambini (chè uomini validi non se ne trova no più) sono usciti incontro con grande gioia: I soldati italiani!
Gli austriaci, prima di andarsene, li avevano descritti come orde desiderose di vendetta. Ed ecco, invece, se ne venivano senza sparare un colpo di fucile...A Magasa un piccolo Comune della valle di Vestino i nostri entrarono senza resistenza. Trovarono però tutte le case chiuse. L'unica persona del paese che si poté vedere fu una vecchia. Le chiesero: "Sei contenta che siano venuti gli italiani?". La vecchia esitò e poi rispose con voce velata dalla paura: "E se quelli tornassero?". «Quelli», naturalmente, sono gli austriaci. Non torneranno più. Ma hanno lasciato in questi disgraziati superstiti un tale ricordo, che non osano ancora credere possibile la liberazione e si trattengono dall'esprimere apertamente la loro gioia pel timore di possibili rappresaglie. L'opera del clero trentino ha contribuito a creare e ad accrescere questo smisurato timore. Salvo rare eccezioni (nobilissima quella del principe vescovo di Trento, imprigionato dagli austriaci), i preti trentini sono i più saldi propagandisti dell'Austria. Un ufficiale mi diceva: "Appena entriamo in un paese conquistato, la prima persona che catturiamo è il prete. Ne vennero finora presi molti. È una specie di misura preventiva...".
Il 27 maggio occuparono più a nord Cima spessa e Dosso dell’Orso, da dove potevano controllare la Val d’Ampola, e il 2 giugno Costone Santa Croce, Casetta Zecchini sul monte Calva, monte Tremalzo e Bocchetta di Val Marza. Il 15 giugno si disposero tra Santa Croce, Casetta Zecchini, Corno Marogna e Passo Gattum; il 1º luglio tra Malga Tremalzo, Corno Marogna, Bocchetta di Val Marza, Corno spesso, Malga Alta Val Schinchea e Costone Santa Croce. Il 22 ottobre il 10º Battaglione entrò in Bezzecca, Pieve di Ledro e Locca, mentre l’11° bis si dispose sul monte Tremalzo. Nel 1916 furono gli ultimi giorni di presenza dei bersaglieri sul fronte della Val di Ledro: tra il 7 e il 9 novembre i battaglioni arretrarono a Storo e di là a Vobarno per proseguire poi in treno verso Cervignano del Friuli e le nuove destinazioni

### La terza linea di difesa arretrata. L'ultima barriera a difesa della pianura Padana
Con l'arretramento dell'esercito austriaco sulla linea di difesa del lago di Ledro e dei forti di Lardaro, tutta la parte nord della Valle fu ampiamente fortificata dal Genio militare italiano onde prevenire un ipotetico sfondamento della difesa italiana posta più a nord. Il monte Stino, la Bocca Cocca, il monte Cingla, il monte Denai, il monte Puria fecero parte così del sistema monte Tombea-monte Caplone uno dei capisaldi principali della Terza linea di difesa arretrata, un'ampia cinta fortificata che chiudeva il settore Alto Garda verso la Valle delle Giudicarie e lungo il fianco occidentale verso il lago d'Idro fino a raccordarsi sulle posizioni fortificate arretrate del monte Denai, una Batteria di artiglieria da 149A, del monte Manos a Capovalle e con quelle della riviera gardesana del monte Spino, del monte Pizzocolo e del monte Castello di Gaino di Toscolano Maderno. Il settore era difeso da una prima linea lungo la Valle di Ledro (direttrici Passo Nota-Carone-Limone), dietro la quale furono realizzate due Linee arretrate di difesa (direttrici Tremosine-Passo Nota e Mezzema-Passo Nota), disposte verso est in modo da fronteggiare una eventuale conquista austriaca del monte Altissimo sul Baldo. Più indietro la Linea arretrata di resistenza, tra Tignale e il Passo della Puria, in totale furono costruite 2.500 fortificazioni di vario tipo, servite da circa 2.000-3.000 uomini tra artiglieri, fanti e supporti logistici.
Il nome del monte Stino fu pure menzionato dal poeta Gabriele D'Annunzio nel manifesto lanciato in volo su Trento il 20 settembre del 1915: "...Oggi il tricolore sventola in tutte le città sorelle, in cima a tutte le torri e a tutte le virtù. Più si vede e fiammeggia il rosso, riacceso con la passione e con le vene degli eroi novelli. Branche ignobili, violando le nostre case hanno profanato il segno, l'hanno strappato, arso e nascosto? Ebbene, oggi non vi è frode, né violenze di birro imperiale che possa spegnere la luce del tricolore nel nostro cielo. Esso è invincibile. Questi messaggi, chiusi nel drappo della nostra bandiera e muniti di lunghe fiamme vibranti, sono in memoria di quei ventuno volontari presi a Santa Massenza dalla soldataglia austriaca e fucilati nella fossa del Castello il 16 di aprile 1848. Ne cada uno nel cimitero, sopra il loro sepolcro che siamo alfine per vendicare! Bisogna che i precursori si scuotano e risuscitino, per rendere più luminosa la via ai liberatori. E i morti risuscitano. Erano là, fin dal primo giorno di guerra, a Ponte Caffaro, alla gola di Ampola, a Storo, a Lodrone, a Tiarno, a Ledro, a Condino, a Bezzecca, in tutti i luoghi dove rosseggiarono le camicie e le prodezza garibaldine. E i Corpi Franchi in Val di Sole e i Legionari di Monte Stino, tutti i nostri messaggeri disperati aspettavano la gioventù d'Italia risanguinando".
Nell'ultimo anno di guerra, nel 1918, si susseguirono gli avvicendamenti dei reparti operanti in Valle, dal 28 marzo al 4 aprile, la Brigata "Lario" si spostò nella zona tra il lago d'Idro e quello di Garda; il 233º Reggimento fanteria si accantonò a Capovalle, Moerna, Storo e Tremalzo; il 234º Reggimento fanteria tra Sarmerio e Vesio a Tremosine, meno il II battaglione che si trasferì ad Anfo. In queste località i reggimenti atteserono alacremente a lavori di rafforzamento e mantenimento delle linee arretrate. Il 21 aprile il II Battaglione del 234º Reggimento si accantonò a Gardòla. Dal 23 al 27 la brigata si schierò in val di Ledro e la Brigata "Lario" assunse la difesa anche della zona di "Passo di Nota". Sempre nello stesso periodo dal 20 marzo al 23 aprile, fu trasferita dal fronte del Piave in zona di riposo a Capovalle, Lavenone, Odolo e Preseglie, la Brigata "Chieti" con il 123º e 124º Reggimento.

### Gli antifascisti
La consultazione dell'Archivio online del "Novecento trentino" promosso dalla "Fondazione Museo storico del Trentino" precisamente il database "Gli oppositori al fascismo"  svela che nel Fascicolo conservato presso Casellario Politico Provinciale dell'Archivio di Stato di Trento sono contenuti i nomi degli antifascisti della Valle: Santo Zeni detto Catòla di Bortolo, di Magasa, classe 1911, di professione contadino, nel 24 marzo del 1929 fu schedato come antifascista per aver imbrattato i manifesti del listone fascista e quello dell'immagine di Benito Mussolini con sterco di animale in concorso con Mario Venturini Gàmbal;  arrestati e tradotti alle carceri della pretura di Condino, Venturini fu rilasciato in quanto minorenne, Zeni altresì fu schedato e radiato solo nel 1933, morì nel 1978. Giovanni Grandi di Domenico nato a Persone nel 1895,  di professione fabbro, politicamente socialista, fu diffidato nel 1930 e radiato nel 1933.
Avverso al fascismo, fin dal suo manifestarsi, Bortolo Zeni Breghèla detto Matèl (1902-1983), boscaiolo, di idee socialiste, nel 1921 a Vobarno fu aggredito dalle camicie nere, picchiato e costretto a bere l'olio cotto dell'automobile.
Altro antifascista fu Giuseppe Monti nacque a Valvestino il 27 agosto del 1922 ma il nominativo non compare negli archivi anagrafici del suddetto Comune o Parrocchiali, sconosciuto è altresì il luogo e la data del decesso, così pure la famiglia d’origine sembra non valvestinese e non avere discendenze in Valle.  Monti figura fra i 400 deportati politici e razziali bresciani nei campi di concentramento i sterminio in Germania nella seconda guerra mondiale. La deportazione politica, diversa da quella razziale, rappresentava un esempio sia di repressione delle opposizioni al nazifascismo (comprendeva militari che erano rimasti fedeli al giuramento al Re d’Italia e non avevano quindi aderito all’esercito della Repubblica Sociale Italiana, partigiani, componenti locali del Comitato di Liberazione Nazionale, o antifascisti già schedati nel Casellario Politico Centrale), ma soprattutto un prelievo di manodopera per la produzione bellica nazista. Infatti un numero consistente era costituito da operai delle fabbriche italiane decimate da arresti individuali, retate e rastrellamenti.
Fu arrestato in circostanze e in data non acclarate, è deportato a Flossenbürg (numero di matricola 43648) il 23 gennaio 1945 col trasporto n. 118, partito dal campo di raccolta-smistamento di Bolzano-Gries il 19. Classificato come Politisch (Pol-deportato politico), "Italianer Schutzhäftlinge" (deportato per motivi di sicurezza),  Monti fu contrassegnato da un triangolo rosso di stoffa sull’uniforme a righe, come oppositore politico del nazismo e preso in custodia dalle Schutzstaffeln-SS.  Il 3 febbraio 1945 fu trasferito nel sottocampo di Porschdorf, e il 20 marzo in quello di Leitmeritz. A Porschdorf vi furono rinchiusi 250 prigionieri, tra cui 179 italiani (dei quali 11 morirono), 22 russi, 11 belgi e altrettanti polacchi, 10 tedeschi e altri di quattro diverse nazionalità. Qui vennero impiegati dalla Organizzazione Todt (OT) nella costruzione di un impianto per la produzione di carburante per aerei che non fu però portato a termine. Il campo fu liberato l’8 maggio dall’Armata rossa. Nel campo di Leitmeritz i deportati, per un complessivo di 18 mila persone circa, furono impegnati prevalentemente nel lavoro forzato di allargamento della rete di gallerie da dove si estraeva il calcare, per allestirvi fabbriche sotterranee per la produzione di motori per carri armati, nell’ambito del progetto Richard I e II dove erano coinvolte ditte come la Auto Union e la OSRAM. Altri prigionieri lavorarono alla realizzazione di strade, di raccordi ferroviari, di depositi e uffici. Il numero delle vittime stimate è di circa 4.300 internati. Il lager venne liberato l’8 maggio 1945. 
I nomi dei deportati che sono deceduti nel campo di concentramento di Flossenbürg e nei suoi campi satellite in Baviera, Boemia e Sassonia sono contenuti nel "Libro dei Morti". I nomi dei deportati deceduti dopo il trasferimento in altri campi non compaiono nel libro dei morti di Flossenbürg ma risultano dalle certificazioni conservate presso l'International Tracing System di Bad Arolsen.

### 1944-1945. La “Linea blu” di difesa nazista
L’organizzazione Todt, creata da Fritz Todt, ministro degli Armamenti e degli Approvvigionamenti del Terzo Reich, è stata un’impresa di costruzioni che operò dapprima nella Germania nazista, e successivamente, in tutti i paesi occupati dalla Wehrmacht. Il ruolo principale dell’impresa fu la costruzione di strade, ponti e altre opere fondamentali per le armate tedesche, come la fabbricazione di linee difensive tedesche in Italia: la Linea Gustav, la Linea Gotica e, appunto, la Linea Blu, o “Blaue Linie”, “Blaue II” o “Linea Alpina” che dall'intersezione del confine svizzero-austriaco scendeva per circa 400 chilometri a sud est verso il bresciano, il lago d’Idro, salendo poi a nord del lago di Garda in Trentino e della provincia di Belluno seguitando fino a Monfalcone e Fiume e sfruttava ove era possibile i manufatti della Grande Guerra. 
L’organizzazione operò in stretta sinergia con gli alti comandi militari durante tutta la seconda guerra mondiale, arrivando ad impiegare al lavoro coatto ma anche volontario, remunerato, di più di 1.500.000 uomini e ragazzi, di cui 170.000 in Italia, 11.000 nel solo bresciano e i lavoratori adulti erano esentati dal prestare servizio militare obbligatorio nelle forze armate della Repubblica Sociale Italiana, evitando altresì la deportazione nei campi di lavoro in Germania. Dal luglio del 1944, su ordine di Adolf Hitler, che emanò la direttiva numero 60, e sotto la giurisdizione nel settore ovest di Franz Hofer, gauleiter dell’Alpenvorland (che comprendeva le ex province italiane di Belluno, Bolzano e Trento), iniziarono i cantieri dei lavori della cosiddetta “Linea blu”, la linea che avrebbe dovuto garantire il blocco dell’avanzata degli angloamericani verso il nord. Nella bassa Vallecamonica e nella zona del lago di Garda e d’Idro doveva sbarrare la strada verso il Trentino ed il Cantone dei Grigioni in Svizzera. Nell’alto Garda Bresciano e nella Valle Sabbia furono costruite opere per appostamenti difensivi di artiglieria, camminamenti e ricoveri ipogei sul monte Manos, sul monte Carzen, sul monte Stino a Moerna e sulle alture della sponda orientale del lago d’Idro impiegando operai locali e della Val Vestino, più a sud i lavori interessarono il monte Pizzocolo e il monte Castello di Gaino, capo Reamòl a Limone sul Garda e la riviera del Garda da Gargnano a Gardone Riviera con la costruzione di bunker a servizio dei vari ministeri della RSI. Nell’aprile del 1945 l’opera poteva definirsi completa ma non fu mai presidiata o armata e tantomeno impiegata dall’esercito tedesco a causa del crollo del fronte italiano e alla successiva fine del conflitto.

### Marzo 1945, l'ultimo duello aereo nei cieli del lago di Garda, la caduta dell'asso
Mancava solo un mese alla fine del secondo conflitto mondiale e il primo combattimento sul caccia di importazione tedesca Messerschmitt Bf 109 G.10 della Repubblica Sociale Italiana ebbe luogo nella tarda mattina di mercoledì 14 marzo 1945.  Il maggiore Adriano Visconti, asso dell'aviazione italiana accreditato nel dopoguerra di 10 vittorie aeree accertate in 600 missioni operative, comandante del 1º Gruppo caccia "Asso di bastoni", alle ore 11,  su allarme del Comando Tattico di Verona, decollò con altri 16 Messerschmitt  dall'aeroporto Campo della Promessa di Lonate Pozzolo, in direzione del Lago d'Idro. Qui alle ore 11.15, intercettò a 6.000 metri di quota, sulla verticale del lago di Garda, nella zona compresa tra Cadria, Cima Mughera e monte Puria, una formazione di B-25 Mitchell del 321th Bomber Group, che rientrava a Pisa dopo il bombardamento del ponte ferroviario di Vipiteno. Gli otto P-47 Thunderbolt di scorta del 350th Fighter Group attaccarono a loro volta i Messerschmitt italiani. Nel corso del breve combattimento alle 11.30 a San Vigilio di Concesio un Messerschmitt Bf 109 G.10, colpito al motore, tentò un atterraggio di fortuna su un prato e quando tutto sembrò andare per il meglio, tanto che il pilota aprì il tettuccio, negli ultimi metri l’aereo urtò contro un muretto, le lamiere del Bf 109 spezzarono il volto uccidendo il sergente maggiore Giuseppe Chiussi. Un altro Messerschmitt pilotato dal sergente Domenico Balduzzo cadde nel cielo del lago d'Idro schiantandosi in località Naveze a Pieve d'Idro,  il paracadute non funzionò ed il pilota Balduzzo trovò istantanea morte fra le rocce. La carcassa dell'aereo fu in parte «cannibalizzata» nei giorni seguenti dalla popolazione locale e poi recuperata in parte dall'autorità militare. Adriano Visconti attaccò frontalmente il Thunderbolt del 1/Lt. Charles Clarke Eddy, rivendicandone l'abbattimento, ma lo stesso comandante del 1º Gruppo fu colpito e ferito al volto dalle schegge del proprio parabrezza e costretto a lanciarsi con il paracadute che atterrando si impigliò su dei rami di un pino sito nei pressi del piccolo cimitero di Costa di Gargnano. Recuperato da una pattuglia motorizzata tedesca fu portato all'ospedale militare di Gardone Riviera per ricevere le prime cure mediche. Il bilancio della giornata fu drammaticamente negativo: tre piloti italiani morti e uno ferito, tre aerei abbattuti e sei danneggiati, a fronte di un solo P-47 dell'United States Air Force danneggiato. Lo stesso Benito Mussolini accompagnato da ufficiali tedeschi, dal terrazzo di Villa Feltrinelli a Gargnano, assistette al frastuono causato in cielo dagli aerei, dai colpi di cannone e mitragliatrici e dal rombo dei motori; il duello in quota era visibile sulla sponda occidentale del lago in quanto avveniva a circa 2.000 metri di quota. Il 15 marzo l'ANR attribuì a Visconti la vittoria e la segreteria inoltrò la pratica per richiedere il "Premio del Duce", le 5.000 lire che spettavano all'abbattitore di un monomotore. In realtà il P-47 Thunderbolt dell'americano Eddy rientrò alla base di Pisa con il velivolo danneggiato ed era di nuovo operativo il 2 aprile successivo in un'altra missione. Il Messerschmitt Bf 109 di Visconti "cadde oltre la Costa" a sei chilometri di distanza sulle montagne della Valle del Droanello, tra il territorio di Valvestino e quello del comune di Tignale, in provincia di Brescia dando origine ad un incendio boschivo. Testimoni affermarono che parte dell'aereo si schiantò, probabilmente nelle zone interne della Val Vestino a Magasa dove precipitò un serbatoio supplementare, non identificato, in località Rì o Capovalle così come il frammento di un'elica americana Aeroprop e il serbatoio supplementare di un P-47 Thunderbolt oggi conservati nel Museo dei reperti bellici di Capovalle mentre i resti più consistenti dell’aereo rinvenuto sui monti di Tignale furono smontati nei mesi successivi e ciò che poteva essere recuperato fu trattenuto da coloro che avevano assistito all’accaduto. Una piccola parte di metallo del velivolo riconducibili a un serbatoio, a quelli di un trasmettitore radio, grosse porzioni di alluminio avio con scritte che non lasciano adito a dubbi, saranno ritrovati sulle montagne di Tignale a Cima Carbonere e identificati nel 2019 dagli esperti dell’associazione Air Crash Po e Romagna Air finders.

## Architetture religiose

### La chiesa di San Giovanni Battista
La chiesa di San Giovanni Battista è situata a Turano. Le prime notizie risalgono al 15 novembre 928 e sono contenute nel famoso testamento del vescovo veronese Nokterio, ove viene citata come la chiesa di Santa Maria. Filiale della chiesa di Tignale divenne pure pieve della Val Vestino, rettoria e parrocchia. Conserva un dipinto raffigurante la decollazione di San Giovanni Battista opera del pittore gardesano Giovanni Andrea Bertanza di Padenghe sul Garda. Sulla torre del campanile è visibile ancor oggi scolpito nella pietra lo stemma Scaligero, ossia una scala a cinque pioli in palo. Al riguardo un anonimo di Bagolino lasciò scritto che la Valle fu concessa in feudo ai conti di Lodrone in permuta del feudo di Bagolino il 6 aprile 1452, e allorquando nel 1579 i Commissari dell'Arciduca d'Austria pretesero il giuramento di fedeltà dai Valvestinesi, questi si rifiutarono perché il loro feudo non faceva parte del principato di Trento. Tale notizia è priva di veridicità storica e fu smentita da Bartolomeo Corsetti, presbitero benacense, storico e latinista, nel suo scritto “Memorie dell'antica Casa di Lodrone” edito nel 1693.
Vi si celebra la festa del santo patrono della Valle il 29 agosto, la festività di Nostra Signora della Neve il 5 agosto alla quale era anticamente consacrata e l'ultima domenica di agosto la "Festa del Perdono" che secondo la tradizione locale fu istituita da papa Alessandro III nel 1166 che transitò nella zona.
Il prato antistante l'entrata della Chiesa anticamente era chiamato "Prato della Pica" in quanto in antico venivano lette o sentenziate le condanne capitali emanate dai conti di Lodrone, feudatari della Valle.
Tra la fine del Cinquecento e primi anni del Seicento la Pieve fu retta da sacerdoti dalla condotta discutibile: don Lorenzo Bartelli nel giugno 1600 inviava una supplica a papa Clemente VIII per essere assolto dalla colpa dell'omicidio del cognato Stefano Zuaboni commesso nel 1592 per difendere la sorella angustiata dalle continue angherie domestiche, mentre don Giovanni Antonio Marzadri, rivale della banda di Giovanni Beatrice, fu giustiziato a Salò nel 1609 per ordine della magistratura della Serenissima in quanto ritenuto colpevole di omicidi e nefandezze varie.

## Natura
La Val Vestino fa parte del Parco regionale dell'Alto Garda Bresciano e all'interno di essa si può esplorare il sito botanico del monte Tombea o vedere le tracce dell'antica pratica della carbonificazione del legname, della produzione di calce, i resti fossili di Cima Rest, dell'allevamento del bestiame con le sue pozze d'acqua o la produzione del fagiolo dai "fiori rossi".

### L'alpinista John Ball, la sua "Guida" turistica e la relazione al Ministero della guerra italiano
L'estate del 1864 fu una stagione ricca di novità per l'esplorazione alpinistica del Trentino sud occidentale con la prima traversata delle Dolomiti di Brenta, da Molveno alla Val Rendena sorpassando l'angusta Bocca di Brenta, da parte dell'inglese John Ball, presidente dell'Alpine Club di Londra, accademico, alpinista, botanico, glaciologo avvenuta il 22 luglio, l'impresa dell'esploratore britannico Douglas William Freshfield che scalò per primo la Cima Presanella, terre fino all'ora inesplorate, il 27 agosto o l'ascesa dell'Adamello del tenente boemo Julius Payer che conquisterà la cima il 15 settembre.
Sarà sempre l'instancabile John Ball che partendo dal villaggio di Bondone salì, si presume, mesi prima, tra maggio e giugno nel periodo della fioritura, sul monte Tombea, fino alla malga, incuriosito dalla ricca flora appena scoperta e decantata in pubblicazioni dai noti botanici italiani e europei. Raccontò dettagliatamente il percorso intrapreso, lo definì la "Route G. Da Storo a Toscolano, al lago di Garda attraverso la Val Vestino", nella sua celebre Guida Alpina pubblicata due anni dopo, nel 1866, che sarà d'aiuto a molti escursionisti. Qui riportò l'itinerario percorribile dal viaggiatore partendo dal lago d'Idro a quello di Garda fino a Toscolano transitando attraverso la Val Vestino. Annotò gli aspetti botanici, geografici della Valle e l'itinerario alternativo per Tremosine attraverso il monte Caplone e la Val Lorina.
John Ball non fu solo un naturalista fu anche un fervente sostenitore della causa italiana volta all'annessione del Trentino all'Italia e, essendo un profondo conoscitore della regione montana tirolese, si premonì nei primi mesi del 1866 di informare con una dettagliata relazione, scritta in francese, il Ministero della guerra del Regno di Italia sulle possibili strade di penetrazione e le azioni di contrasto da compiere nel territorio austriaco in caso di guerra, dal lago di Garda al passo del Tonale. La relazione "Quelques observations sur la frontière di Tyrol et de l'Italie depuis le Lac de Garda au passage di Tonale, et sur le moyens d'attaquer la position militaire Austriachienne de c'è coté" fu prontamente fatta stampare in centinaia di copie dal Ministero e recapitata nel mese di maggio presso il comando del Corpo Volontari Italiani di Giuseppe Garibaldi "nel supposto che le stesse osservazioni potessero tornare di utile". 
Scrisse: "La strada più facile [per la Val di Ledro ndr], credo, è quella che passa per la montagna di Tremalzo. Inoltre c'è un sentiero che scende attraverso la Val Lorina accanto al forte della Val Ampola. Questo sentiero (abbastanza difficile) passa per qualche tempo a fianco o proprio nel greto dello stretto torrente, racchiuso tra rocce a strapiombo. Sarebbe necessario impegnarvisi con qualche precauzione, avendo le alture circondate di schermagliatori: senza che gli uomini che vi si mettessero potrebbero essere schiacciati dai sassi che si farebbero cadere nel burrone, senza potersi difendere o anche vedere il nemico. Oltre agli uomini giunti in Val di Ledro da Magasa in Val Vestino, sarebbero arrivati altri reparti da Tremosine e Limone. Quest'ultimo dovrebbe occuparsi di tagliare la strada che da Riva porta alla Val di Ledro. Questa strada non potrà mai essere usata per attaccare Riva. Gli austriaci devono solo tagliarlo in un punto per rendere impossibile il viaggio tra Ponale e Riva. Se non erro, ci sono posti vicino al Ponale dove potremmo tagliare la strada, e liberarci almeno per qualche giorno da ogni attacco della guarnigione di Riva".

### L'alpinista austriaco Hans Reinl e il Campanile Caplone

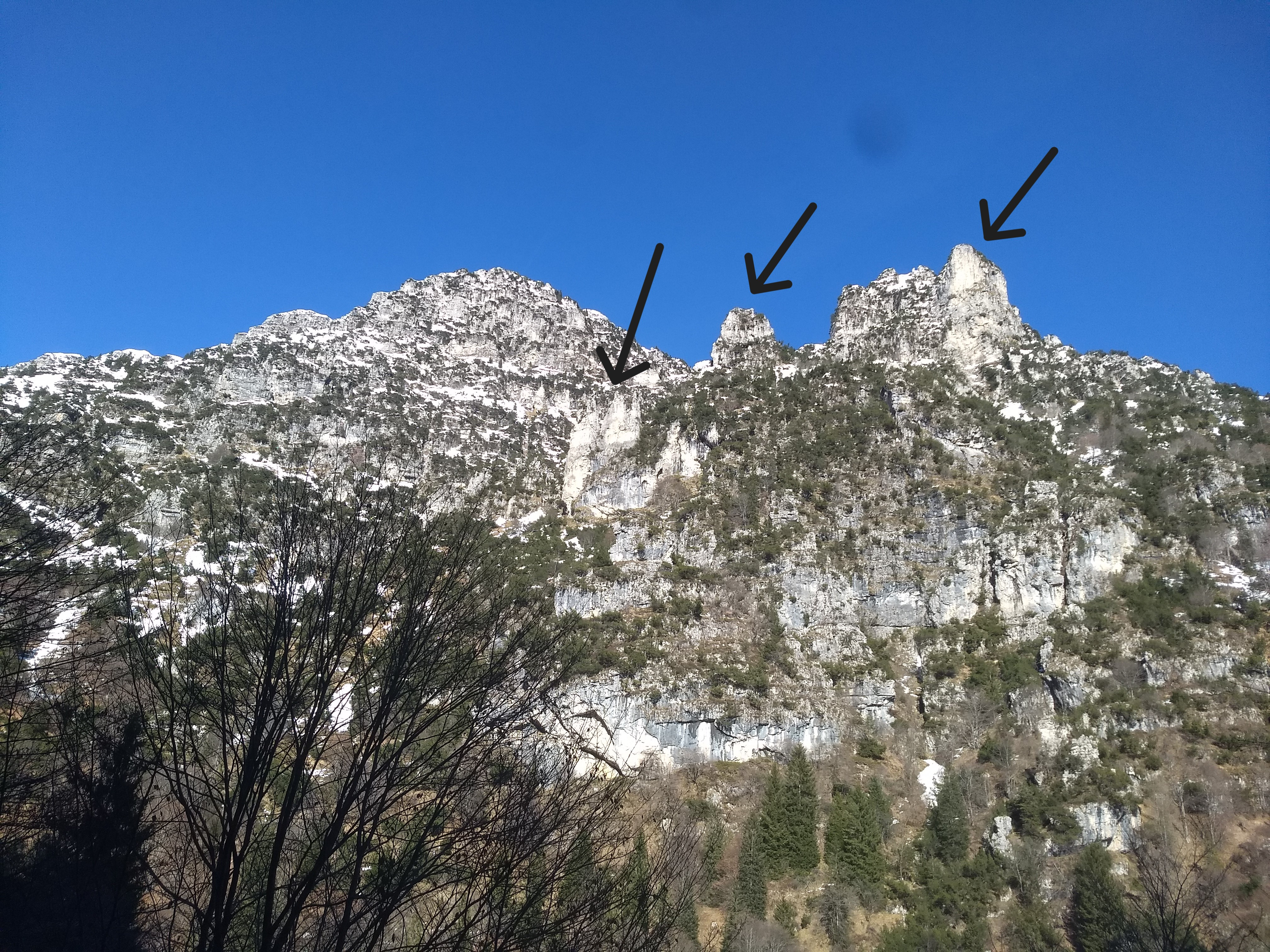
I tre Torrioni, senza nome, del versante sud del monte Caplone ripresi dalla Valle di Campei, le basi sono di difficile accesso ma possibili mete di Hans Reinl alternative a Cima Bus de Balì o al Campanile Berlinghera

Hans Reinl nacque in Boemia, figlio di un medico termale, compì i suoi studi ginnasiali e l'università a Leoben laureandosi in ingegneria mineraria e metallurgia, successivamente per motivi professionali risiedette a Bad Ischl.  Espletato il servizio militare obbligatorio si impiegò nelle miniere di sale di Hallstatt e nel 1907 sposò Ida Schedlováe, dalla quale il 9 luglio 1908, ebbe due gemelli: Harald, che diventò un noto regista cinematografico, e Kurt. 
"Fin dalla giovinezza Hans fu attratto dalle montagne, era forte fisicamente e testardo, aveva una personalità energica e dotato di coraggio", così lo descrisse la nipote Roswitha Oberwalder in una biografia del nonno. I suoi compagni di roccia furono i talentuosi Paul Preuss, detto la "meraviglia dell'arrampicata" del quale fu istruttore di roccia, Günther von Saar, Victor Wolf von Glanvell, Leo Petritsch, Karl Greenitz, Edward Theodore Compton, Georg "Irg" Steiner, il primo a salire il muro sud del Hoher Dachstein all'inizio del XX secolo.
Sarà sulle vette più facili del Salzkammergut che il diciassettenne Hans Reinl divenne l'istruttore di roccia del giovane Paul Preuss.
Furono quelli dei primi Novecento gli anni delle sfide orgogliose tra questi giovani rocciatori, della continua ricerca di una nuova tecnica di scalata e di un miglior approccio mentale con la montagna, più rispettoso della natura dei luoghi incontrati senza l'impiego e l'abbandono sulle pareti di chiodi, corde o staffe. Reinl scalò nella sua carriera sportiva oltre 600 vette o torrioni in tutte le Alpi orientali austriache, nelle Dolomiti trentine e nel massiccio del Brenta, nelle montagne a cornice del Lago di Garda e di Ledro, le Alpi Giulie, l'Ötztaler, Alti Tauri, le Alpi di Berchtesgaden, Tennengebirge, Gesäuse, Höllengebirge e Dachstein. 

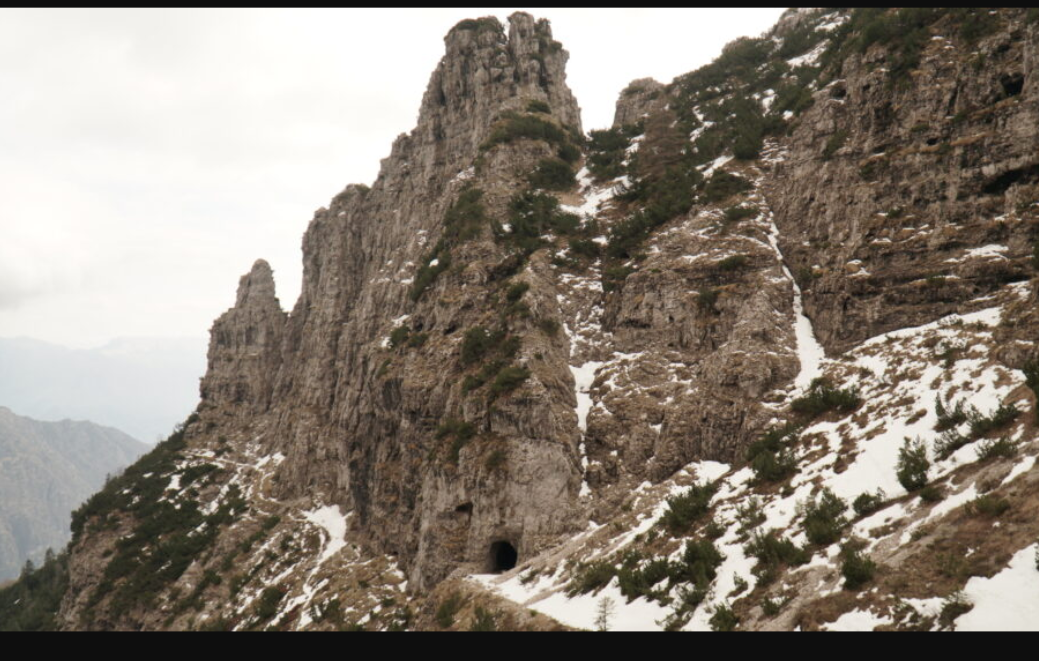
A sinistra il Campanile Berlinghera, alla sua destra il Torrione omonimo e sotto di esso l'ingresso della galleria stradale scavata nella Prima guerra mondiale

Il giovane Hans Reinl, in Italia, nella zona del lago di Garda, fu il primo alpinista che il 12 aprile del 1903 scalò in solitaria uno degli speroni rocciosi del monte Caplone, nominandolo Campanile Caplone alto 1700m., di I grado di difficoltà stimata, e che consiste probabilmente nel torrione detto Cima Büs de Balì (1736 m) o nel Campanile Berlinghera (1720 m), dandone poi notizia in una relazione ai Club alpini austriaci e tedeschi nel 1903. Il Campanile Berlinghera è di aspetto dolomitico, alto 70 metri, e si trova a est di Cima Berlinghera e della vetta del Caplone. Fu scalato da Francesco Coppellotti detto "Nino" nel 1908, la base è di facile accesso e salendo "da Bocca di Lorina...da un tornante sinistrorso da dove, a destra, parte un sentiero di guerra che passa alla base della parete nord di Torre Berlinghera. La si costeggia su sentiero fin sotto il Campanile. Si sale in un largo camino tra questo e la torre, superando salti successivi con passaggi di II e III grado di difficoltà. Si raggiunge una bocchetta e per rocce friabili lungo lo spigolo (II/III grado di difficoltà) si guadagna la sommità".
Hans Reinl, in questo tipo di scalate, in solitaria e con pochi ausili di salita e discesa, trovò ulteriore stimolo alla sua attività, infatti apparteneva a quella ristretta cerchia di alpinisti sportivi, tra questi il noto Paul Preuss, che cercava la difficoltà, la via più ripida e più elegante per raggiungere la cima; non era più importante raggiungere la vetta ma diveniva importante anche come veniva raggiunta e si discendeva da essa. Dotato "di una penna agile e un talento per il disegno", scrisse dettagliati rapporti sulle sue imprese che furono pubblicati sulle principali riviste alpine. Come pioniere dello scialpinismo, fondò la rivista “Goisern Ski and Toboggan Club” nel 1907. 
Hans Reinl, specialista anche dell'arrampicata libera, il 21 agosto del 1904 con Siegfried Bischoff di Monaco, Karl Greenitz scalò la Cima Ceda Orientale (2757 m), Cima Alta, nel Massiccio della Tosa per la parete nord-est e il mese successivo, il 21 settembre, scalò il Campanile di Val Montanaia, detto "L'Urlo di pietra", nelle Dolomiti friulane,  mentre nel 1906 apri la "via tedesca" sul monte Triglav con Felix König e Karl Ludwig Domenigg. Il Triglav, "Tricorno" è la vetta più elevata delle Alpi Giulie (2863 m) e della Slovenia. La sua cupola sommitale, che si erge elegante sopra l'ampia parete nord, domina imponente la Val Vrata. A lungo tentata invano, fu scalata il 26 agosto 1778 da Lorenz Willonitzer, Stefan Rožič, Matthäus Kos e Lukas Korošek. La parete nord, larga 3 km e alta oltre 2000 m., è una delle più grandiose delle Alpi Orientali. Hans Reinl si arrampicò sulle maggiori vette che circondano il lago di Garda e documentò le imprese in un articolo del bollettino del Club alpino di Vienna del 1909.
Il 15 giugno 1913 con i fratelli Felix e Anton Steinmaier di Lauffen salì ufficialmente per la prima volta il monte Freyaturm mentre nel settembre con Paul Preuss, il più stimato alpinista dell'epoca, e Günther von Saar aprì alcune vie nella catena del Gosaukamm nelle Alpi settentrionali. 
Dal 1912 al 1915 fu eletto presidente della sezione di Hallstatt del Club alpino tedesco e austriaco uniti e nel 1914 fu redattore di un'esemplare guida di sci alpino. Con lo scoppio della prima guerra mondiale, dal 1915 al 1918, prestò servizio come tenente sul fronte dolomitico e fu decorato con la "Gran Croce al Merito della Corona". Alla fine del conflitto riprese il proprio lavoro di ingegnere presso le saline. Pensionato nel 1922 dopo la seconda guerra mondiale si adoperò nella tutela del castello di LaudeK a Ladis nel Tirolo sull’altipiano di Serfaus-Fiss-Ladis.
Morì improvvisamente il 3 aprile del 1957 per arresto cardiaco all'età di 77 anni.

### La pratica delle carbonaie
Sulle montagne della Valle sono presenti numerose e antiche aie carbonili simbolo di una professione ormai scomparsa da decenni. Quella della carbonaia, pojat in dialetto locale, era una tecnica molto usata in passato in gran parte del territorio alpino, subalpino e appenninico, per trasformare la legna, preferibilmente di faggio, ma anche di abete, carpino, larice, frassino, castagno, cerro, pino e pino mugo, in carbone vegetale. I valvestinesi erano considerati degli esperti carbonai, carbonèr così venivano chiamati, come risulta anche dagli scritti di Cesare Battisti. I primi documenti relativi a questa professione risalgono al XVII secolo, quando uomini di Val Vestino richiedevano alle autorità della Serenissima i permessi sanitari per potersi recare a Firenze e a Venezia. Essi esercitarono il loro lavoro non solo in Italia ma anche nei territori dell'ex impero austro-ungarico, in special modo in Bosnia Erzegovina, e negli Stati Uniti d'America di fine Ottocento a Syracuse-Solvay. Nonostante questa tecnica abbia subito piccoli cambiamenti nel corso dei secoli, la carbonaia ha sempre mantenuto una forma di montagnola conica, formata da un camino centrale e altri cunicoli di sfogo laterali, usati con lo scopo di regolare il tiraggio dell'aria. Il procedimento di produzione del carbone sfrutta una combustione imperfetta del legno, che avviene in condizioni di scarsa ossigenazione per 13 o 14 giorni. Queste piccole aie, dette localmente ajal, jal o gial, erano disseminate nei boschi a distanze abbastanza regolari e collegate da fitte reti di sentieri. Dovevano trovarsi lontane da correnti d'aria ed essere costituite da un terreno sabbioso e permeabile. Molto spesso, visto il terreno scosceso dei boschi, erano sostenute da muri a secco in pietra e nei pressi il carbonaio vi costruiva una capanna di legno per riparo a sé e alla famiglia. In queste piazzole si ritrovano ancor oggi dei piccoli pezzi di legna ancora carbonizzata. Esse venivano ripulite accuratamente durante la preparazione del legname. A cottura ultimata si iniziava la fase della scarbonizzazione che richiedeva 1-2 giorni di lavoro. Per prima cosa si doveva raffreddare il carbone con numerose palate di terra. Si procedeva quindi all'estrazione spegnendo con l'acqua eventuali braci rimaste accese. La qualità del carbone ottenuto variava a seconda della bravura ed esperienza del carbonaio, ma anche dal legname usato. Il carbone di ottima qualità doveva "cantare bene", cioè fare un bel rumore. Infine il carbone, quando era ben raffreddato, veniva insaccato e trasportato dai mulattieri verso la Riviera del Garda per essere venduto ai committenti. Di questo carbone si faceva uso sia domestico che industriale e la pratica cadde in disuso in Valle poco dopo la seconda guerra mondiale soppiantato dall'uso dell'energia elettrica, del gasolio e suoi derivati.

### La resinazione
L’estrazione della resina delle conifere, fu un'attività fiorente nella Val Vestino del 1700, quando proprio di qui passava sulle creste del monte Stino e del monte Vesta, nel fondovalle del torrente Toscolano e del torrente Droanello l’antico confine tra la l'Impero d'Austria e la Repubblica di Venezia. La Val Vestino era in quei tempi una discreta produttrice di trementina, detta "di Venezia" o "Tia de rasa" in loco, che scaldata in una caldaia di rame, distillata e messa in botti dai piciari, era la fonte di un redditizio commercio con la vicina Repubblica Veneta, che impiegava il derivato della resina in molteplici usi, nella medicina, come lubrificante dei violini, nella formazione di mastici per sigillare le botti, in ambito militare per saldare le punte sulle frecce o distillare oli o altro ancora. Sembra quindi certa l’ipotesi dell’origine dei toponimi del nome monte Pinèl, monte Pine, località Pinedo, Borgo Fornèl a Magasa, di attribuirla all'attività estrattiva e alla presenza di un impianto per la raffinazione non solo della resina, pece bianca così detta quando essiccata, ma anche alla distillazione secca del legno per la produzione di pece navale, detta pece nera o greca, che si estraeva dai ceppi delle conifere e veniva usata proprio per calafatare le navi dell'arsenale marittimo veneto o come materiale incendiario. L'ottenimento della pece nera prevedeva la tecnica dell'allestimento dei "Forni", o caldaie interrate e sigillate con l'argilla e con un pertugio sul fondo; sovrastate da modeste cataste di legname come quelle costruite per la produzione del carbone alle quali veniva appiccato il fuoco. In essi si cuoceva il legno di pini tagliato in assicelle assieme ad altre sostanze resinose fino all'estrazione di un pergolato, la pece, che tramite una canaletta di legno veniva raccolta in stampi di legno, si faceva raffreddare e poi si commerciava.

### Il giacimento fossile di Cima Rest e ilParalepidotus ornatusdi malga Alvezza
Nel 1969 fu scoperto da ricercatori del Museo Civico di Scienze Naturali di Brescia a Cima Rest, in località Alvezza, nei pressi della malga un giacimento fossile superficiale di una certa rilevanza scientifica, parte di una formazione geologica, detta Calcare di Zorzino, di età mesozoica, risalente all'incirca 220 milioni di anni fa. La fauna fossile indagata è composta da gamberi e pesci che vivevano negli antichi mari mesozoici. Particolarità di questi fossili sono la loro conservazione con la loro completa morfologia che evidenzia i particolari anatomici. Tra i vari rinvenimenti, spicca il ritrovamento nei sedimenti di età norica di un Paralepidotus ornatus, un esemplare di pesce fossile della lunghezza di 600 millimetri oggi conservato presso il Museo Civico di Scienze Naturali di Brescia e risalente appunto al piano del Norico, ossia al periodo Triassico compreso tra i 226 e i 210 milioni di anni fa. Il Paralepidotus era un pesce lento nel movimento, dotato di robuste scaglie ganoidi per difendersi dagli aggressori e di denti, viveva nei pressi del fondo marino e si nutriva prettamente di molluschi.
Scrive il ricercatore Fulvio Schiavone: "I primi ad essere scoperti alla fine degli anni sessanta sono stati dei pesci olostei appartenenti ai generi Paralepidotus e Pholidoforus, ma poi sono stati identificati anche resti di pesci volanti e denti singoli staccatisi dalle mascelle di pesci predatori, come ad esempio il genere Birgeria. Comuni sono anche le mascelle di Pseudodalatias, un pesce cartilagineo, di cui si conosce solo la piccola mascella provvista di denti appuntiti, perché di natura ossea. Sono stati ritrovati anche gamberi dei generi Antrimpos, Archeopalinurus, Acanthinopus e (Palaeo)dusa. Interessanti sono i Tilacocefali, artropodi scoperti da poco a livello tassonomico nel giacimento fossilifero di Besano, che vivevano indisturbati nei fondali asfittici nutrendosi delle spoglie degli animali morti caduti giù nei fondali. Tra le altre novità sono stati ritrovati anche dei resti problematici che potrebbero corrispondere all'ala di un rettile volante del gruppo dei ranforinchi triassici e giurassici".
Altri reperti estratti dalle rocce di Crune, località sita nei pressi della malga Alvezza, tra il 1999 e il 2006, sono costituiti da piccoli pesci, in genere non superiori agli 11 centimetri, appartenenti al gruppo dei Pholidophoriformes, meglio conosciuti come folidoforidi. Questi pesciolini rivestivano un ruolo importante nelle catene ecologiche degli antichi mari triassici, poiché erano fonte di nutrimento per tutti i pesci predatori. Oltre all’area della Val Vestino i folidoforidi erano stati ritrovati in precedenza solamente in poche altre località italiane e europee: come a Cene (Bergamo), Ponte Giurino (Bergamo) e Seefeld in Tirolo (Austria).
In realtà la presenza di questi fossili era già stata rilevata negli ultimi decenni del 1800 dal geologo tedesco Karl Richard Lepsius. Infatti nella seconda metà dell'Ottocento l'Impero austriaco progettò e finanziò nell'ambito del Geologische Reichanstalt studi e ricerche geologiche nel Tirolo meridionale e nel Trentino parallelamente con i rilievi topografici e le prime carte catastali. Tra il 1875 e il 1878 Karl Richard Lepsius svolse accurate ricerche stratografiche dedicando alcune pagine del suo libro alla geologia delle Alpi di Ledro e dei monti a sud dell'Ampola con studi di dettaglio della dolomia superiore dell'Alpo di Bondone, della Valle Lorina, della Val Vestino e del monte Caplone. Nella sua pubblicazione "L'Alto Adige occidentale" edita a Berlino nel 1878 Lepsius scrisse: "La maggior parte della Val di Vestino è costituita da dolomie principali, le cui gole selvagge sono difficilmente penetrabili; su di essa giacciono gli strati retici, gravemente fagliati e trafitti dalle rigide dolomiti. La formazione irregolare rende difficile separare sempre il calcare lilodendro e la dolomia dalla sottostante dolomia principale; perché le contorta-mergel sono per lo più scartate e frantumate, e portate via dall'acqua sulle dolomiti. L'ampio pianoro sopra Magasa, su cui si estendono freschi prati verdi e cespugli, lo riconosciamo subito come retico in contrasto con le dolomitiche aspre e quasi completamente brulle: numerosi blocchi di lilodendri, Terebratula gregaria, Aviceln, Modiole confermano subito la nostra ipotesi; accanto a ciò sono state strappate dall'acqua le argille di contorta-thone, in cui troviamo la stessa Avicula contorta, Cyrena rhaetica, Cerithium hemes, Leda percaudata, Cardita austriaca e altre. Sono state trovate grandi quantità di fossili caratteristici di questi strati. Gli strati scendono dal Passo del Caplone a sud; i calcari lilodendri sono crollati sulle argille inferiori e gettati a sud sulle dolomiti principali. Le case sui prati superiori sono costruite con calcare nero di lilodendro. Verso l'abitato di Magasa si scende su calcari lilodendri, un'alternanza di calcari grigi e neri, calcari dolomitici grigi e bianchi di dolomie bianche. Sotto di essa giace, non molto fitta, impalata tra frastagliate dolomiti principali, la contorta-mergel.
Da Magasa, dirigiti a ovest attraverso l'altopiano per arrivare a Bondone e nella valle del Chiese".

### Le vecchie "calchère"
Il semicerchio di sassi biancastri e grigi, in parte crollati, invaso da erbacce, terriccio e piante di carpini, incassato nel terreno ed aperto su di un lato, è quanto rimane di queste vecchie "calchère", cioè una fornace per la produzione della calce costruita nel secolo scorso da famiglie di contadini sparse sui monti della Valle.
Per la sua costruzione sono stati usati soprattutto blocchi di roccia calcarea, resistenti alle alte temperature (900 gradi) che si raggiungevano durante la "cottura" dei sassi.
Ogni ciclo di produzione richiedeva molte tonnellate di sassi di calcare escavati nelle vicinanze, altrettante di fascine di legna per il fuoco e di acqua. In fondo, in corrispondenza del foro da cui sarebbe stata continuamente alimentata, veniva posta la legna. Sopra venivano poi accumulati i sassi calcarei per tutta l'altezza della calchèra. Il tutto era infine ricoperto da uno strato di argilla o terra con fori di sfiato. La cottura durava circa una settimana ed era controllata notte e giorno: una volta conclusa, si attendeva per alcuni giorni, il raffreddamento del materiale. Scoperchiando la calchèra, i sassi ormai trasformati in calce viva, venivano estratti con spessi guanti o con il badile. Il processo di lenta cottura in assenza di ossigeno, aveva trasformato il carbonato di calcio in ossido di calcio, estremamente caustico, la calce viva. Quest'ultima mescolata con l'acqua, si sarebbe trasformata nella "calce spenta", che un tempo aveva molteplici utilizzi. Innanzi tutto mescolata alla sabbia come legante in edilizia, ma anche, aspersa sulle pareti di case e delle stalle, come imbiancante dalle proprietà fortemente disinfettanti.

### Le pozze d'abbeverata dette "lavàc"
Le pozze presenti nelle piane dei fondi agricoli, dette "lavàc", hanno un ruolo fondamentale per il mantenimento della rimanente attività pascoliva dell’area legata all'alpeggio, ma anche per la tutela della biodiversità degli habitat e delle specie, rettili e anfibi in particolare, che attraverso questi specchi d’acqua possono trovare un luogo ideale per la loro riproduzione come la Biscia dal collare (Natrix helvetica) censita nell'agosto del 2018 nella pozza di monte Tombea o i girini di Rana montana e Rospo comune.
La tradizione locale riporta che, data la mancanza nella zona di sorgenti e corsi d'acqua, le pozze esistessero da secoli e la tecnica per realizzarle consistesse in uno scavo manuale nell'area di impluvio del pendio della montagna per facilitare il successivo riempimento con la raccolta naturale dell'acqua piovana, di percolazione o dello scioglimento della neve.
Il problema principale incontrato dai contadini consisteva nell'impermeabilizzazione del fondo: spesso il semplice calpestio del bestiame, con conseguenze compattazione del suolo, non era sufficiente a garantire la tenuta dell'acqua a causa del basso contenuto in argilla del terreno presente, per cui era necessario distribuire sul fondo uno strato di buon terreno argilloso reperito nelle immediate vicinanze, come in questo caso. Spesso non essendo possibile causa la diversità del terreno, sul fondo veniva compattato uno spesso strato di terra e fogliame di faggio, in grado di costituire un feltro efficace a trattenere l'acqua. Per garantire un sufficiente apporto di acqua necessario al riempimento della pozza, o per incrementarlo, spesso era necessario realizzare piccole canalizzazioni superficiali, scavate lungo il versante adiacente per intercettarne anche una modesta quantità. La manutenzione periodica, di norma annuale prima della monticazione, consisteva principalmente nell'asporto del terreno scivolato all'interno per il continuo calpestio del bestiame in abbeverata e dell'insoglio della fauna selvatica. Si provvedeva inoltre alla ripulitura della vegetazione acquatica per mantenere la funzionalità della pozza evitando che vi si accrescesse eccessivamente all'interno accelerandone il naturale processo di interramento.
In queste fasi veniva posta particolare attenzione in quanto si correva il rischio di rompere la continuità dello strato impermeabile e comprometterne la funzionalità; si preferiva ad esempio non rimuovere eventuali massi presenti sul fondo.
La pozza, data il suo buono stato di conservazione, non fu rimaneggiata dall'ERSAF Lombardia nel 2004-2007 con il "progetto Life natura riqualificazione della biocenosi in Valvestino e Corno della Marogna".

### Monte Tombea, giardino sulle Alpi
Kaspar Maria von Sternberg, originario di Praga e vissuto a Ratisbona, fu il primo botanico a riconoscere l'interesse floristico della zona del monte Tombea anche se mai vi ascese. Egli compì in questa zona un viaggio tra il 6 maggio e il 20 luglio 1804, passando l'8 giugno in Val di Ledro e in Val d'Ampola ove raccolse sotto le rupi due piante prima sconosciute. Una era Saxifraga aracnoidea, da lui descritta nell'opera pubblicata nel 1810 Revisio Saxifragarum iconibus illustrata, l'altra divenne poi nota come Aquilegia thalictrifolia.

Alpo di Storo negli anni 20: una botanica belga a cavallo con una guida storese in cerca di endemismi floreali di Tombea

Alcuni decenni dopo visitarono più volte il monte Tombea e le zone circostanti altri due botanici, Francesco Facchini e Friedrich Leybold.
Facchini nel 1842 trovò proprio sul monte Tombea una nuova Scabiosa, di cui inviò campioni al botanico tedesco Wilhelm Koch. Quest'ultimo la pubblicò come nuova specie l'anno successivo nella seconda edizione della sua Synopsis florae germanicae et helveticae, chiamandola Scabiosa vestina. Nel 1846 Facchini tornò sul monte Tombea e a Bocca di Valle raccolse una Daphne assolutamente nuova. Dopo molti studi e titubanze decise di chiamarla Daphne rupestris, ma nel 1852 morì prima di pubblicare i risultati del suo lavoro.
Friedrich Leybold, bavarese ma allora residente a Bolzano, visitò due volte il Trentino meridionale, percorrendo anche la catena Tremalzo-Tombea. Qui raccolse la Daphne vista dal Facchini che in una pubblicazione del 1853 chiamò Daphne petrea, divenendo questo il nome valido.
Leybold rinvenne nella zona altre nuove piante tra cui un nuovo ranuncolo, che verrà descritto cinque anni dopo da Antonio Bertoloni come Ranunculus bilobus. Nella zona del monte Tombea rinvenne una Saxifraga che ritenne essere Saxifraga diapensioides, non notando che era una nuova entità.
Con la pubblicazione nel 1854 del lavoro di Leybold e della Flora Tiroliae Cisalpinae di Facchini pubblicata postuma da Franz Hausmann di Bolzano il monte Tombea divenne una delle mete classiche degli itinerari dei botanici nelle Prealpi.
Nel 1856 salì sul monte Tombea Pierre Edmond Boissier, raccogliendo quella Saxifraga già rinvenuta tre anni prima da Leybold. Boisser conosceva la vera Saxifraga diapensioides per cui si accorse subito che era differente. Inviò la sua scoperta al massimo specialista di allora del genere Saxifraga, Adolf Engler, che, dopo ulteriori studi, pubblicò la descrizione della nuova specie nel 1869 con il nome di Saxifraga tombeanensis. Proseguirono le esplorazioni botaniche John Ball, Henry Correvon e Andreas Sprecher von Bernegg che descrissero nei loro scritti le bellezze naturali incontrate.
Fra i botanici che si occuparono della flora del monte Tombea vanno ricordati anche lo svizzero Louis François Jules Rodolphe Leresche (1808-1885), Vinzenz Maria Gredler che vi salì nel 1886, Friedrich Morton che descrisse la sua esplorazione effettuata nel maggio-giugno del 1961 in "Osservazioni botaniche in Val Vestino" e i malacologi Joseph Gobanz e Napoleone Pini. Tra i locali si ricordano don Pietro Porta originario della Valvestino, Giuseppe Zeni e Michele Stefani di Magasa, il maestro Silvestro Cimarolli (1854-1924) insegnante elementare a Baitoni di Bondone e don Filiberto Luzzani che ha lasciato una pubblicazione sulla flora della bassa Valle del Chiese con interessanti riferimenti alla catena del monte Tombea e un consistente erbario custodito presso il seminario arcivescovile di Trento.
Si dicono endemiche quelle specie che si rinvengono solo su un'area geografica ristretta al di fuori della quale esse mancano completamente. Nelle Alpi, la presenza di specie ad areale particolarmente limitato può essere conseguenza del glacialismo quaternario, del substrato litologico difforme rispetto a catene limitrofe, della particolarità climatica di un'area. Il museo civico di Rovereto ha elaborato un progetto di cartografia floristica dividendo il Trentino in aree di rilevamento standard chiamati quadranti e per ciascuno di essi è stata rilevata la flora. Conteggiando per quadrante il numero di specie endemiche ad areale particolarmente limitato (al massimo un settore di Prealpi), è emerso che queste specie sono diffuse soprattutto nella parte meridionale del Trentino.
L'area di massimo addensamento è costituita però dalla parte Sud-occidentale della provincia, ed in particolare dalla catena del M. Tremalzo-M. Tombea, con picco massimo di 21 entità nella medesima area di rilevamento. Quest'area comprende in particolare la catena Bocca Cablone, attraverso il Monte Tombea, il Monte Caplone, la Bocca di Lorina fino a Cima Avez; sono altresì inclusi Cima Spessa, (o Rocca sull'Alpo), tutta la Val Lorina e la bassa Val d'Ampola fino alle porte di Storo..

### Il fagiolo della Val Vestino
Il fagiolo della Val Vestino, è una varietà locale, rara, della specie Phaseolus coccineus, ossia è caratterizzato dalla presenza di fiori di colore rosso scarlatto, originaria dell'America Latina nell'area corrispondente degli attuali stati del Perù e della Colombia, e come zona di diversificazione genetica all’area messicano-guatemalteca. Qui gli indigeni locali coltivavano la specie nei campi di mais che fungevano da tutore alle liane della piante durante la loro crescita.
I frutti di queste, baccelli contenenti semi commestibili, furono importati in Europa dagli spagnoli nel XV secolo subito dopo la scoperta dell'America. La coltivazione del fagiolo si diffuse rapidamente: dapprima in Francia, poi nelle isole britanniche in seguito nei paesi del centro Europa diventando un elemento cardine della dieta popolare.
Il "coccineo" nella sua varietà fu introdotto probabilmente in Valle da commercianti nel XVII secolo proveniente dalla pianura lombarda, ove già dal 1500 veniva coltivato nei campi irrigui. Difatti non vi sono testimonianze storiche della coltura di questa leguminosa in epoca anteriore al 1800: e neppure dalla lettura di alcuni documenti relativi all'occupazione francese della Valle del 1796 si trovano riferimenti fra tutti i prodotti agricoli menzionati e sequestrati alla popolazione. Qui, in Valle, il particolare microclima e l'isolamento geografico ha permesso di selezionare naturalmente una varietà unica e peculiare che cresce solo nella Valle, senza mai essere stata ibridata con l'introduzione di altri tipi di fagiolo. Purtroppo la sua coltivazione sta scomparendo con il decadimento dell'agricoltura di montagna.
Il seme della leguminosa viene piantumato in aprile, dopo la festa di San Marco, appena sotto il livello del terreno in modo, come dicevano gli anziani, sentisse il "suono delle campane dell'Ave Maria", e con il supporto di tutori di legno alti circa due metri in quanto può raggiungere i quattro metri di lunghezza. Si raccoglie nel periodo della maturazione corrispondente all'essiccazione dei baccelli compreso da settembre a ottobre. La caratteristica principale di questa varietà rispetto alle tipologie simili è la colorazione dei semi, molto accesa, che varia dal rosa, nero, bianco-grigio fino al viola. La produzione è limitata in quanto la sua coltivazione è praticata esclusivamente da privati per uso domestico ma in piccole quantità e già nel secolo scorso, veniva commerciato suo mercati del Garda bresciano.

### Il formaggio Tombea
Realizzato con latte vaccino da razza bruna alpina viene confezionato in forme cilindriche, dello scalzo di circa 10 - 12 cm, leggermente convesso, e di diametro compreso tra i 35 ed i 45 cm.
Si tratta di un tipico formaggio di malga, molto raro in quanto i produttori sono pochissimi, a crosta dura; come altri formaggi delle vallate alpine è a latte crudo ma a pasta dura (per la lunga stagionatura). Può stagionare, con ottimi risultati, anche per 10 anni.
Mediamente stagionate per 20 - 24 mesi, le forme mantengono un peso variabile da 8 a 15 kg e si contraddistinguono per la crosta marrone e la pasta di colore giallo intenso.
Il Tombea prende il nome dal monte Tombea e viene prodotto, da maggio a settembre, negli alpeggi di malga Tombea, malga Bait, malga Alvezza, malga Corva e monte Denai situati in Val Vestino, nel territorio del comune di Magasa ed è storicamente documentata la pratica dell'alpeggio in una pergamena del comune di Storo già a partire dal 1381. In questa località, è protagonista della festa del formaggio che si tiene la seconda domenica di settembre sull'altipiano di Cima Rest.
Nel 2001, il formaggio Tombea ha ottenuto il primo premio nella categoria «formaggi storici» del concorso caseario promosso nell'ambito di Franciacorta in bianco e nel 2002 venne presentato come presidio Slow Food al Salone del Gusto di Torino. Nel 2010 il "Tombea" è stato registrato con il «Marchio d'impresa collettivo» che "certifica che il formaggio è stato prodotto rispettando un rigido disciplinare di produzione, le cui condizioni essenziali sono l'antico sistema artigianale di lavorare il latte crudo nel territorio di Magasa e la stagionatura tradizionale" ."Formaggio di malga Tombea", il disciplinare e le informazioni specifiche sono pubblicate sul sito istituzionale  Archiviato il 20 febbraio 2018 in Internet Archive..
Il Tombea è anche un formaggio con tutela PAT.

### La presenza dell'orso bruno
Nei secoli passati la presenza in Val Vestino del plantigrado  è stata sempre costante,  interdetta solamente negli ultimi decenni del secolo scorso a causa del ridimensionamento numerico della specie in Trentino a soli quattro esemplari maschi relegati in Val di Genova che ne causò la quasi scomparsa. Il ritorno dell'orso bruno nel Trentino e nel Bresciano è legato al Progetto europeo "Life Ursus" attuato dalla confinante regione Trentino tra il 1999 ed il 2002, finalizzato alla ricostituzione di una popolazione stabile di orso nelle Alpi centrali. Il fenomeno di espansione territoriale nel bresciano, riporta la Provincia di Brescia, al 2023 riguarda soprattutto giovani maschi in dispersione mentre le femmine, pur ampliando il proprio areale di presenza, sono ancora relegate al territorio di nascita trentino.
I primi avvistamenti risalgono al mese di settembre 2000, Daniza (F43), una delle prime femmine di orso sloveno rilasciate, visita il Parco Alto Garda Bresciano e la Valle Sabbia facendosi osservare nei pressi della fermata degli autobus di Armo in Valvestino e nei giorni successivi nella valle dell’Agna (Capovalle e Vobarno) per poi ritornare sui suoi passi transitando nei pressi della località Cima Rest non prima di aver razziato un apiario nel comune di Magasa in località Vanécle e un altro a Cadria. Nel 2005 un giovane orso, detto JJ2, torna a frequentare la zona dell’Alto Garda a Magasa, Tignale e Tremosine da fine aprile a fine maggio. Diverse segnalazioni nel corso del 2010 sono attribuite all'erratismo di M6 (DJ3G1), giovane maschio nato nel 2007, nelle zona l’Alto Garda compresa tra Capovalle, Tremosine, Gargnano, Magasa e Vobarno. Infine nel luglio 2017 un indice di presenza è confermato nei pressi dell'abitato di Bollone, nel settembre 2017 al Ponte di Rio Costa sul lago di Valvestino, nel dicembre 2022 sul Ponte del torrente Personcino a Turano, nel giugno 2023 nei pressi dell'abitato di Persone e nell'agosto 2024 la Polizia provinciale di Brescia ha registrato tramite fototrappole posizionate in varie zone sui monti di propria competenza la presenza di due esemplari di orsi: uno in località Messane di Valvestino ed una in località Ranina di Berzo Inferiore. Entrambi i casi l'orso stava cercando cibo ed in uno in particolare, quello di Valvestino, stava razziando miele dalle arnie nel bosco. Altri avvistamenti il 9 agosto im località Apene sul monte Camiolo a Valvestino e il 5 settembre 2024 in località Crune di Magasa.
Le prime notizie storiche riguardanti la frequentazione della specie orsina della Val Vestino risalgono alla metà del 1800, quando le cronache dell'epoca riferiscono di una colluttazione che il contadino Pietro Bertola di Magasa, residente in località Fornello, ebbe nella Valle del Droanello, con il selvatico e infatti da allora Bertola fu soprannominato "L'orso del Fornel", Pietro Daga o Pietro Orso. La presenza è pure ricordata nella Valle di Campei con il toponimo "Tuf dell'Urs". L'ultimo esemplare abbattuto avvenne agli inizi del 1900, nella Val di Campo, durante la transumanza del bestiame da malga Lorina al monte Caplone ad opera di un toro di proprietà del contadino Bortolo Venturini di Magasa. Nel territorio bresciano si cita l'abbattimento di 11 esemplari nella seconda metà del 1800 nei comuni dell'Alta Val Camonica ed è di quell'epoca l'ultimo esemplare abbattuto in Valtrompia e conservato nel Museo del Parco Minerario di Pezzaze. Nel Ventesimo secolo le presenze dell'orso sul territorio sono scarse: nel 1939 un avvistamento in Alto Garda e nel 1950 a Cadria, nel 1954 verso il Passo del Tonale. L'ultimo orso abbattuto nel Bresciano risale al 1967 sulle montagne di Vestone.

## I due Comuni
- Il comune di Valvestino ha una superficie di 31,12 km² ed il capoluogo è Turano con le frazioni di Armo, Bollone, Droane, Moerna e Persone.
- Il comune di Magasa ha una superficie di 19,18 km² ed ha una sola frazione: Cadria.

## Viabilità
La Valle è collegata con strade carrozzabili a Gargnano da cui dista 27 km., e attraverso il Comune di Capovalle, ad Idro, distante altrettanti 27 km. Il tracciato tortuoso delle due strade rende disagevole i collegamenti fra la Valle e i due laghi.

## Economia

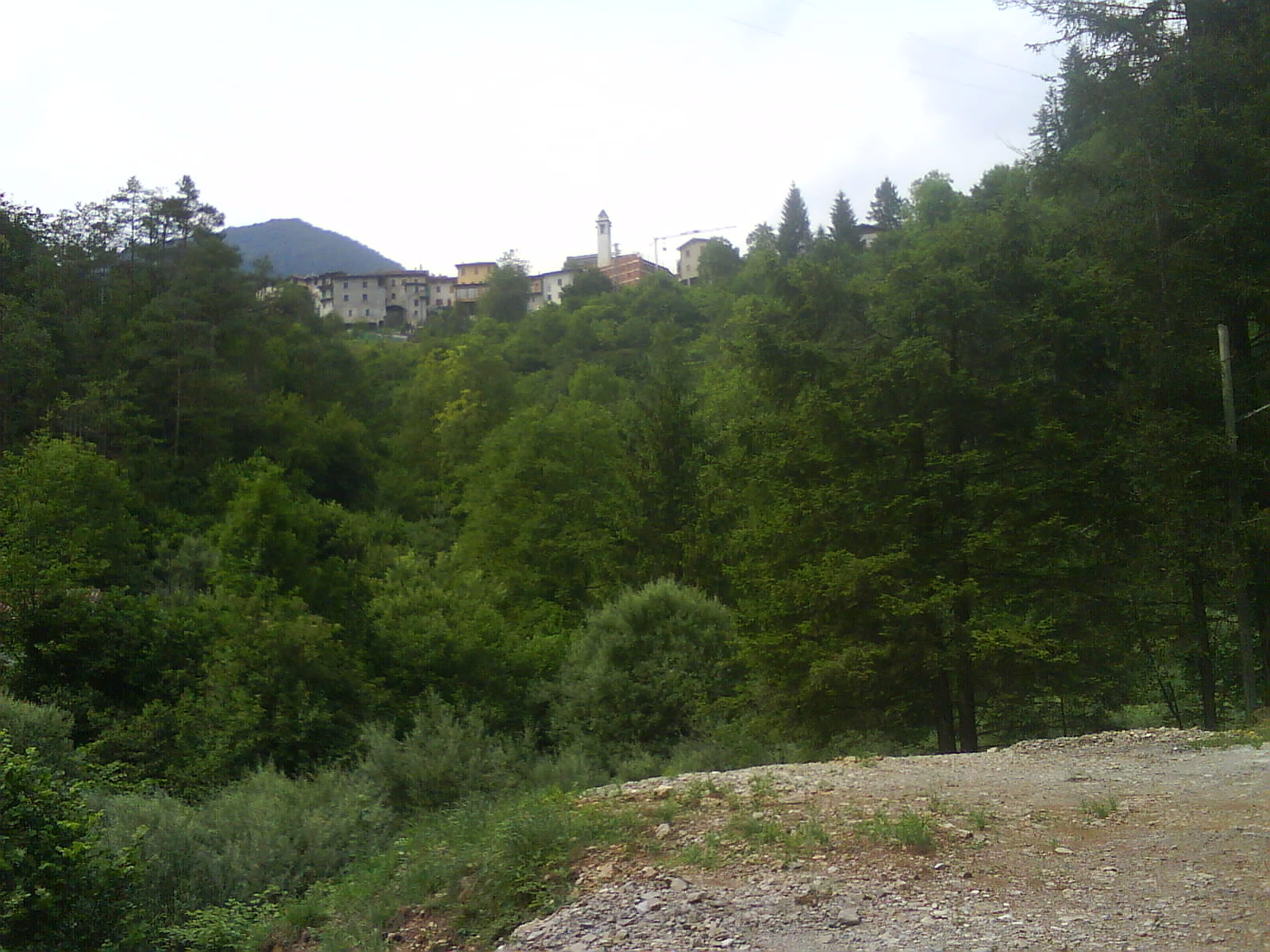
Turano

La popolazione locale, che decenni fa trovava ragione di sostentamento nell'allevamento del bestiame bovino, ora ridotta a poche centinaia di unità e non esistendo nella zona significative attività di tipo industriale e artigianale, trova il sostentamento in pochi esercizi turistici e nel pendolarismo sulla riviera gardesana. La mancanza di opportunità di lavoro e la carenza dei servizi, costringe i pochi giovani a prendere la via dell'emigrazione verso i paesi limitrofi.
Il reddito pro-capite è bassissimo e colloca il Comune di Magasa all'ultimo posto della graduatoria della provincia di Brescia.

## Galleria d'immagini

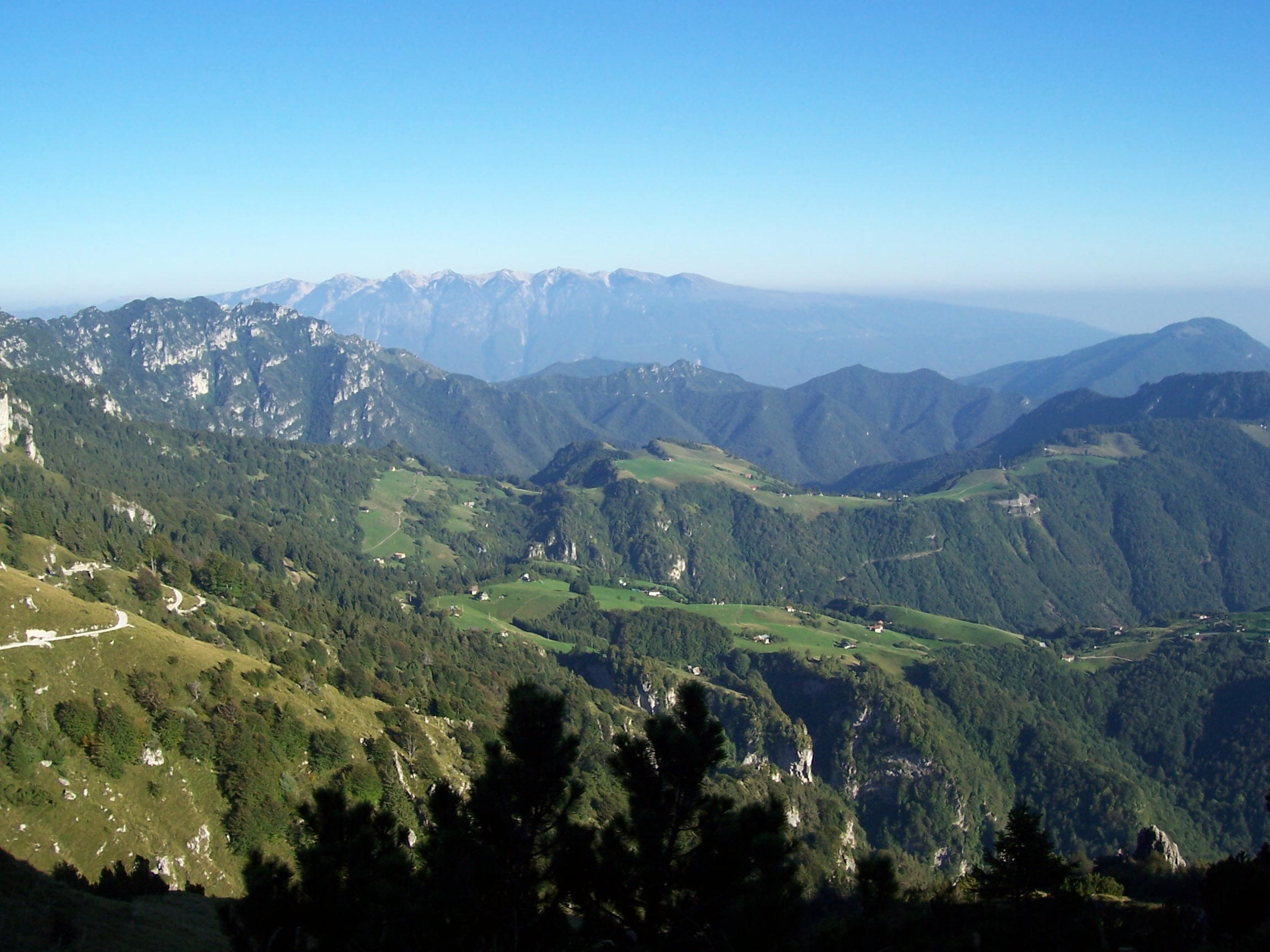
L'altopiano di Cima Rest e Denai visti dal Monte Tombea